# San Donato Val di Comino
San Donato Val di Comino (Sàndërnàtë in dialetto locale) è un comune italiano di 1 855 abitanti della provincia di Frosinone nel Lazio.
Fa parte del circuito turistico, nel 2004 ha ricevuto la bandiera arancione del Touring Club Italiano per ospitalità e qualità degli eventi organizzati.
Si trova all'interno del Parco nazionale d'Abruzzo, Lazio e Molise. Il paese è uno dei crocevia per il passaggio dal versante laziale a quello abruzzese tramite il valico Forca d'Acero.

## Geografia fisica

### Territorio
Sul territorio comunale si trova la Forca d'Acero, un valico appenninico posto a 1538 m s.l.m. sull'Appennino centrale lungo lo spartiacque appenninico primario tra Abruzzo e Lazio e il Colle Nero, 1.991 m., un rilievo dei monti Marsicani.

La superficie territoriale è pari a 37,64 km², con un'altitudine variabile tra i 400 e 2000 metri.
Lo sviluppo del paese è più accentuato verso ovest, per i seguenti fattori:
- L'orografia: lo sviluppo è avvenuto sul pendio meno ripido rispetto al pendio del vallone di Forca d'Acero.
- Il clima, essendo detto versante più riparato dai freddi venti che spirano da nord, lungo il vallone.

Confina a Nord con i comuni abruzzesi di Opi e Pescasseroli, a sud con Gallinaro, ad Est con Settefrati e a Ovest con Alvito.

### Clima
- Classificazione climatica: zona E, 2333 GR/G

| San Donato Val di Comino | Mesi | Mesi | Mesi | Mesi | Mesi | Mesi | Mesi | Mesi | Mesi | Mesi | Mesi | Mesi | Stagioni | Stagioni | Stagioni | Stagioni | Anno |
| San Donato Val di Comino | Gen  | Feb  | Mar  | Apr  | Mag  | Giu  | Lug  | Ago  | Set  | Ott  | Nov  | Dic  | Inv      | Pri      | Est      | Aut      | Anno |
| ------------------------ | ---- | ---- | ---- | ---- | ---- | ---- | ---- | ---- | ---- | ---- | ---- | ---- | -------- | -------- | -------- | -------- | ---- |
| T. max. media (°C)       | 7,5  | 8,9  | 11,2 | 14,8 | 19,6 | 23,8 | 27,2 | 27,4 | 23,5 | 18,0 | 12,7 | 8,8  | 8,4      | 15,2     | 26,1     | 18,1     | 17,0 |
| T. min. media (°C)       | 0,3  | 1,0  | 2,9  | 5,7  | 9,5  | 13,0 | 15,2 | 15,4 | 12,8 | 8,9  | 5,3  | 1,9  | 1,1      | 6,0      | 14,5     | 9,0      | 7,7  |

Agosto è il mese più caldo dell'anno con una temperatura media di 21.4 °C. Durante l'anno Gennaio ha una temperatura media di 3.9 °C. Si tratta della temperatura media più bassa di tutto l'anno.

## Origini del nome
Nel dialetto locale è chiamato «Sande Renàte», come il santo patrono, con trasformazione della d intervocalica in r, secondo una tendenza abbastanza accentuata del dialetto sandonatese o «Sandrënnàte». Nei paesi vicini, invece, è conosciuto come «Sandënàtë». Nel 1862 a San Donato venne aggiunta la specificazione Val di Comino, per distinguersi da altri paesi omonimi.

## Storia

### Le origini
Secondo alcune fonti, da tempo variamente discusse, le sue origini sono da ricollegarsi alla storia di Cominium, un avamposto sannita, distrutto nel 293 a.C. dagli eserciti di Roma, che sarebbe stato ubicato nella Valle di Comino, in particolare nel territorio contrassegnato oggi dai comuni di Alvito, Vicalvi e, appunto, San Donato Val di Comino. Qui l'edificazione di un primo santuario dedicato al culto di San Donato appare coeva, o comunque di poco successiva, al 304, anno del martirio dell'allora vescovo di Arezzo.
Il territorio cominese appartenne, in seguito, ai Longobardi, nell'ambito della cosiddetta Langobardia Minor. Secondo gli Scrittori di cose italiche, il primo documento noto che registra la presenza del toponimo del centro in oggetto (Ecclesiam Sancti Donati in territorio Cumino) risale al 778, anno della cessione fattane da Ildebrando, duca di Spoleto, al Monastero di San Vincenzo al Volturno. Le vicende successive sono legate agli esiti della battaglia del Garigliano del 915, da cui iniziò la migrazione delle popolazioni del Beneventano, del Cassinate e da Itri che cercavano rifugio nella protetta valle del Liri, dirigendosi verso i monti al confine tra Lazio e Abruzzo. Il flusso migratorio diede vita così ai primi borghi della valle di comino tra i quali, quello più popolato, tanto da essere definito "civitas" e "oppidum", il borgo di S. Urbano, posto all'estrema parte settentrionale dell valle tra l'attuale territorio di Alvito e San Donato. La disgregazione di questo borgo portò, intorno al 1200, una parte dei suoi abitanti a stabilizzarsi attorno alla primitiva chiesa di San Donato, realizzando l'incastellamento, l'edificazione delle mura che provvedessero alla difesa del nucleo.

### Dal Medioevo a oggi
Il centro fu legato all'Abruzzo in termini economici (la transumanza) e politici, poiché fu posseduto dalle famiglie dei D'Aquino, Cantelmo e Cardona. Fino al 1807 il borgo conobbe un notevole sviluppo economico e demografico, arrivando a superare i 5 000 abitanti, annettendo inoltre l'abitato di Gallinaro. Dopo l'Unità d'Italia, il centro fu coinvolto nel brigantaggio postunitario, e nel 1915 fu anch'esso colpito dal terremoto di Avezzano. Così iniziò un forte spopolamento del borgo, durante il fenomeno dell'emigrazione.
Nel 1927 con regio decreto, Benito Mussolini creò la Provincia di Frosinone, inserendovi San Donato.
Nei primi anni della seconda guerra mondiale, tra il 1940 e 1943, San Donato fu uno dei comuni del Lazio ad essere designato dalle autorità fasciste come luogo di internamento civile per profughi ebrei stranieri presenti in Italia. Gli internati furono 25, il gruppo più numeroso nella regione Lazio. Vivendo in paese gli internati fraternizzarono con la popolazione locale; tra di loro vi erano anche personaggi celebri come l'intellettuale Grete Bloch e l'attrice Grete Berger. Dopo l'8 settembre 1943, con l'occupazione tedesca, la situazione mutò drammaticamente. Nonostante gli sforzi del paese che portarono anche all'emissione per loro di falsi documenti di identità, il 6 aprile 1944 sedici dei 25 internati furono arrestati e condotti alla morte ad Auschwitz nel maggio dello stesso anno; solo tre di loro faranno ritorno. Sopravvissero invece fino alla Liberazione, i nove sfuggiti all'arresto. Alla memoria di queste vicende il paese ha dedicato il Museo del Novecento e della Shoah, aperto al pubblico il 18 giugno 2022.
Malgrado i buoni propositi del boom economico, San Donato non recuperò mai più le 5 000 unità, e nel 1984 fu colpita da un grave terremoto con epicentro proprio nel comune, che danneggiò il centro e anche i comuni abruzzesi di Pescasseroli, Barrea e Alfedena. Tuttavia negli anni '90 grazie alla valorizzazione culturale della Val di Comino il centro ha concentrato positivamente la sua attività economica sul turismo.

### Simboli
Lo stemma del comune di San Donato Val di Comino è stato concesso con decreto del presidente della Repubblica del 13 marzo 1989.
Vi sono rappresentati il patrono san Donato e la Torre medievale, monumento simbolo del paese.
Il gonfalone è un drappo troncato di rosso e di bianco.

## Monumenti e luoghi d'interesse

### Architetture religiose

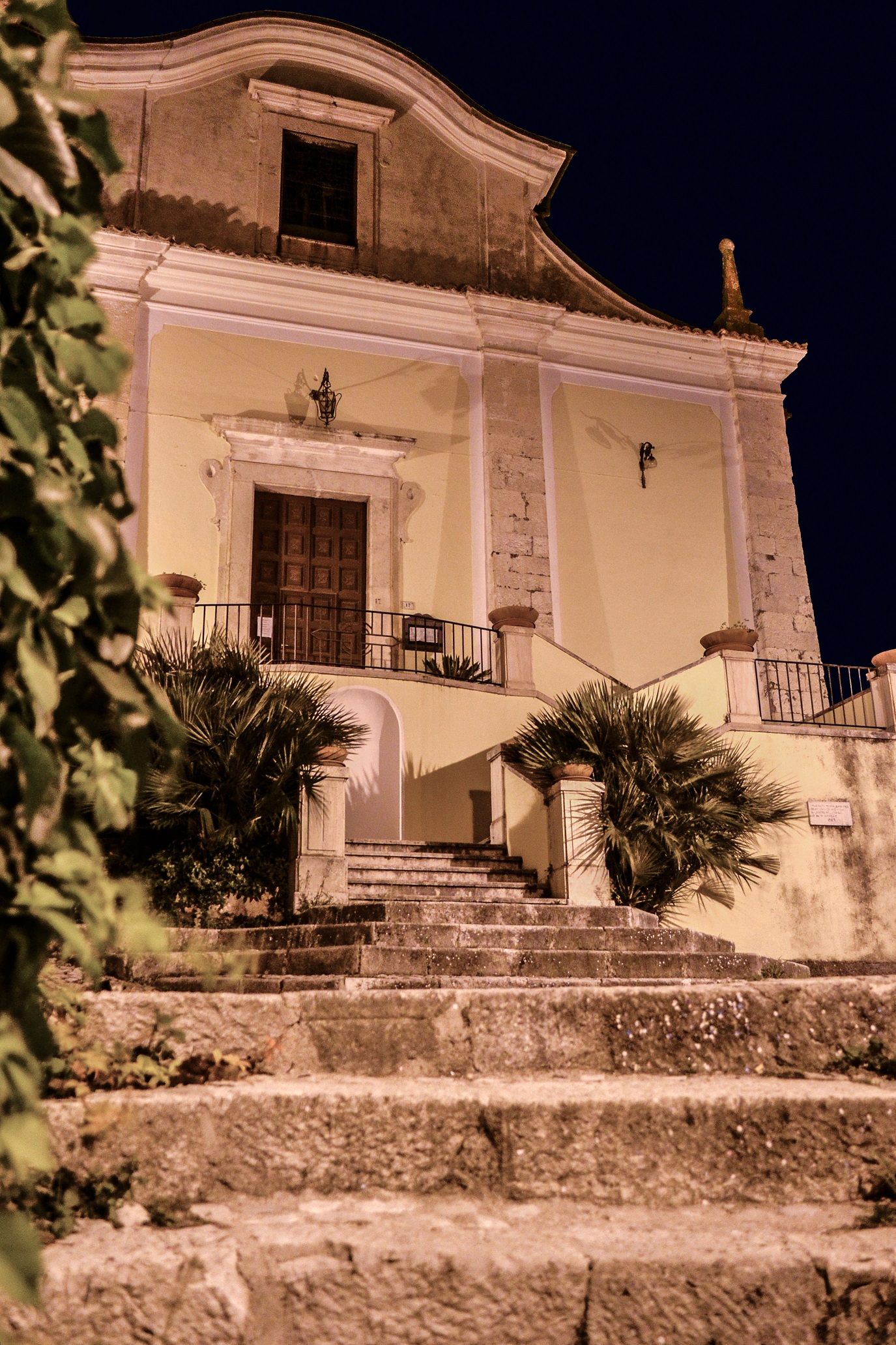
Santuario di San Donato Val di Comino

#### Santuario di San Donato Val di Comino
In principio il Santuario fu eretto come piccola Abbazia benedettina dipendente dall'Abbazia di Montecassino.
Il primo documento in cui viene nominato è del 778 d.C.; l'anno in cui il Duca di Spoleto, Ildebrando, concedeva la chiesa ed il territorio di San Donato al Monastero di San Vincenzo al Volturno. Dell'originale "aecclesia" non ci sono tracce, in quanto numerose modificazioni e ristrutturazioni hanno portato il santuario all'aspetto attuale. La lunghezza dell'edificio è di 26 metri, la larghezza è di 12 metri e infine la cupola è di 18 metri di altezza, è costituito da 3 navate, di cui la centrale contiene affreschi che rappresentano i momenti più significativi della vita del santo.
Su alcune note, presenti sui registri parrocchiali, si deduce che le ricche decorazioni del "Tempio" furono realizzate dagli architetti Mastroianni di Roma, Cristoforo Bozzolini e Clemente Forzaretti di Milano nel 1780 circa. Nel 1859 vennero iniziati i lavori di costruzione del campanile adiacente, alto 17 metri, i quali vennero ultimati nel 1921. Nel 1915 fu eseguito il restauro dall'artista Fiorini di Sora, su indicazione del canonico Luigi Ippoliti. Recentemente è stato effettuato un restauro degli affreschi e delle decorazioni interne e della facciata frontale.
La venerazione del santo è la dimostrazione di un antico legame che univa il "Castrum Sancti Donati" con le terre di Toscana ed Umbria e che va avanti, dopo l'anno mille con donazioni feudali tra Arezzo e Capua.

#### Duomo
Il nome della chiesa si trova citato per la prima volta all'epoca delle decime papali del 1308-1310, quando la stessa, insieme alla chiesa di S. Felice e a quella di S. Cristoforo, versò alla S. Sede sei tareni (monete d'argento). Nel '500, la chiesa di S. Donato e la chiesa di S. Maria e S. Marcello, ambedue ricettizie, appartenevano da tempo alla Diocesi di Sora-Cassino-Aquino-Pontecorvo, dove la prima era parrocchiale e la seconda arcipretale. Con decreto dato in occasione della visita pastorale di Mons. Tommaso Gigli, vescovo di Sora, del 25 ottobre 1569, si riunirono i benefici curati in un'unica parrocchia sotto il titolo di S. Maria e S. Marcello.

Le origini del Duomo, dedicato a Santa Maria e San Marcello Papa, risalgono al periodo in cui il paese si estese a valle.

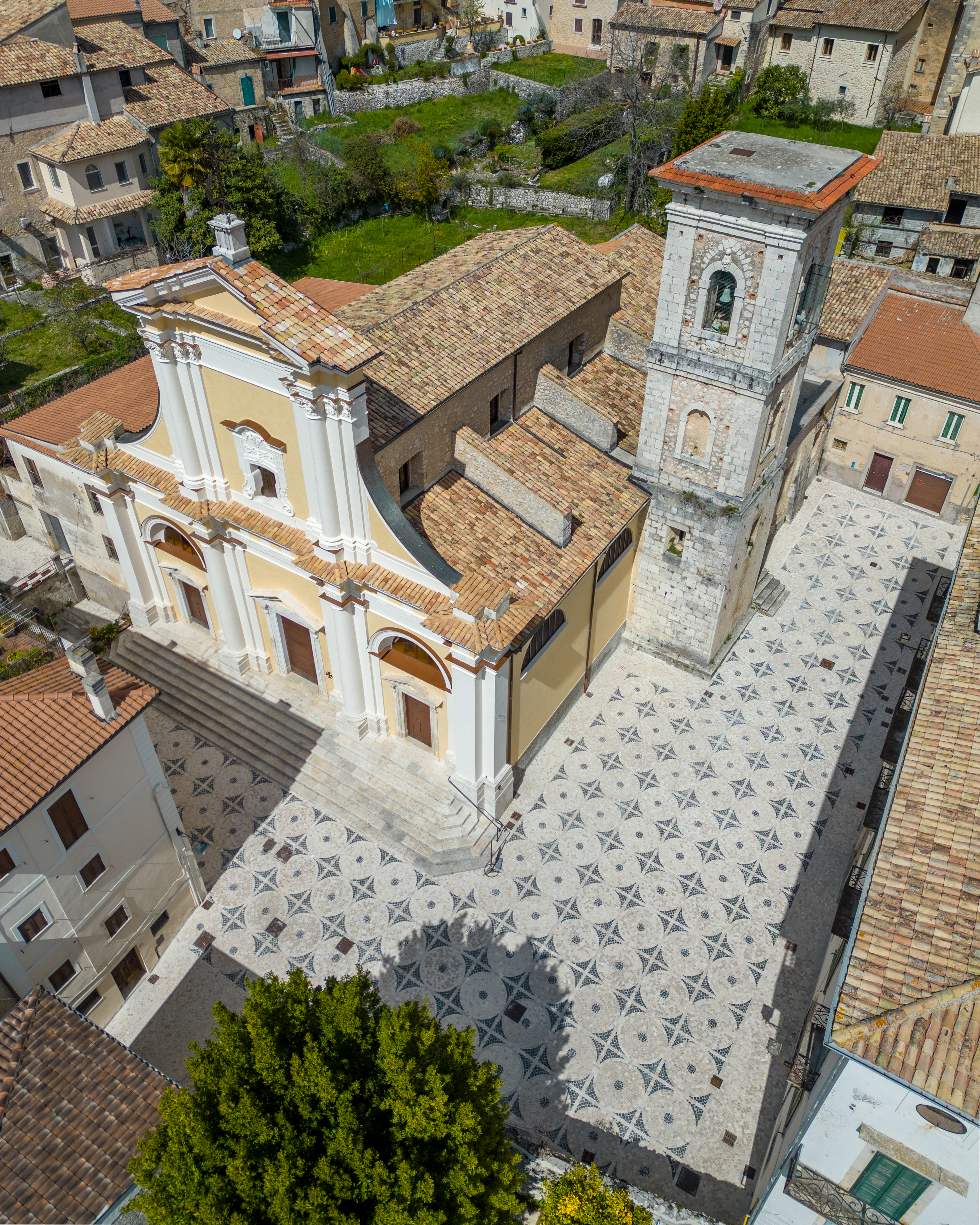
Il Duomo di San Donato Val di Comino

Nel Settecento la chiesa venne ampliata (la pianta diventa basilicale, la facciata viene limitata da lesene e colonne addossate ed il timpano Mistilineo sulla fascia centrale, raccordato alle ali da due volute) e impreziosita da decorazioni che evidenziano uno stile barocco sobrio ed elegante, da un artistico coro già lodato dal vescovo Colaianni nella sua visita pastorale del 1800 e da un pregiato organo a canne realizzato da Cesare Catarinozzi.
Sotto l'altare maggiore, in un'urna di vetro, è custodito il corpo di Santa Costanza, una martire delle prime persecuzioni cristiane che l'agiografia vuole uccisa con un colpo di spada alla gola. Sepolta a Roma nelle Catacombe di San Callisto, nel 1756 i suoi resti vennero traslati nel Duomo. Da allora, l'ultima domenica di Agosto di ogni anno, i sandonatesi festeggiano Santa Costanza con la Novena, una solenne processione, fuochi d'artificio, un mercatino dedicato ai cocci ed alle cipolle e con un particolare menù sempre a base di cipolle.

#### Il Convento

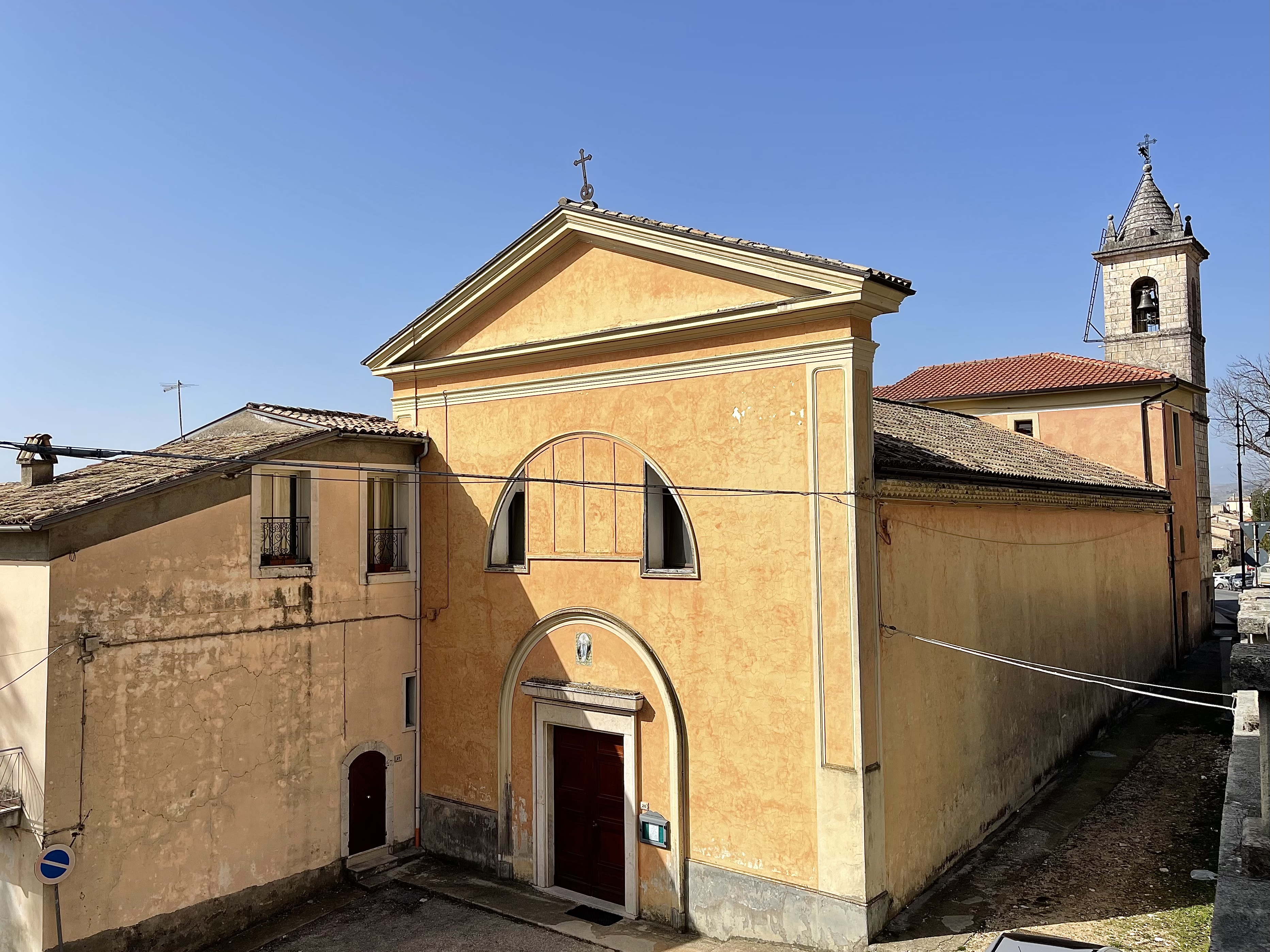

Le prime notizie che citano il Convento, risalgono al XIV secolo, esso fu sovvenzionato e costruito dalla famiglia Ricci, la stessa di Fra Tommaso, frate sandonatese prossimo alla beatificazione, e ancora oggi venerato e studiato. Il Convento fu dedicato alla Santissima Concezione. Con la bolla "Instaurandae regularis disciplinae", il Papa Innocenzo X, nel 1652 ordinò la sua chiusura e soltanto due anni più tardi venne riaperto e concesso ai Carmelitani della Congregazione di Mantova.
All'interno di questa struttura, vivevano sei monaci, quattro laici e due sacerdoti, che si dedicavano alle attività religiose, artigianali e ai lavori agricoli. Avevano una proprietà che si estendeva per circa 500 ettari di terra che delimitarono attraverso la costruzione di mura di cinta, che sono tuttora visibili nei dintorni di Via Chiaie.
Con la confisca dei beni degli Enti Ecclesiastici da parte di Gioacchino Murat, nel 1808, i Carmelitani Scalzi furono costretti ad abbandonare il convento che fu venduto all'asta e acquistato dal cavalier Giovanni Tempesta. La chiesa, le cui origini risalgono al 1300, fu dedicata alla Madonna del Carmine e a Sant'Antonio soltanto nel 1870.
Successivamente la Confraternita del santissimo Rosario acquistò la chiesa e solo più tardi divenne parrocchia. Nel 1872, su richiesta di alcuni genitori e del sindaco di allora, Carlo Coletti, un'ala del convento fu trasformata in Scuola di Architettura.
Il convento fu concesso prima all’ordine dei frati Francescani, poi a quello dei Domenicani, infine a quello dei Carmelitani.
Nell'estate del 1878, vi soggiornò anche la Principessa Anna Carolina Bonaparte, su invito di Quintino Fabrizio, medico legale, molto noto nel Regno di Napoli. Nella parte interna la chiesa presenta un chiostro con volta a crociera con arcate parzialmente tamponate.

#### Altro

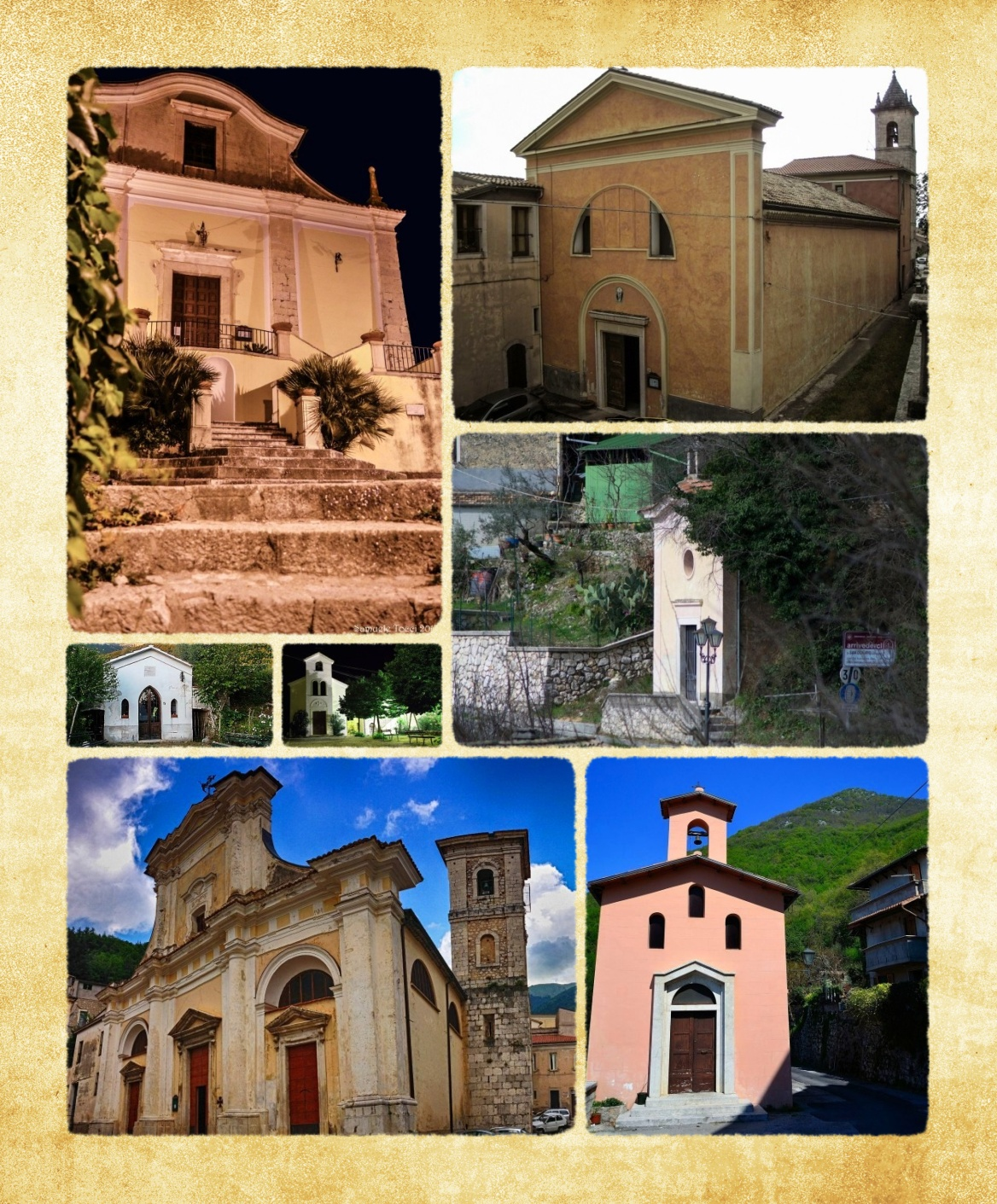
Le chiese di San Donato Val di Comino

- Santuario di San Donato Vescovo e Martire
- Chiesa di Santa Maria e San Marcello (Duomo)
- Chiesa della Madonna del Carmine e Sant'Antonio (Convento)
- Chiesa di San Rocco
- Chiesa della Nostra Signora del Sacro Cuore di Gesù (Cappelletta)
- Chiesa della Madonna del Carmine (Contrada Serola)
- Chiesa della Madonna del Divino Amore

### Architetture civili

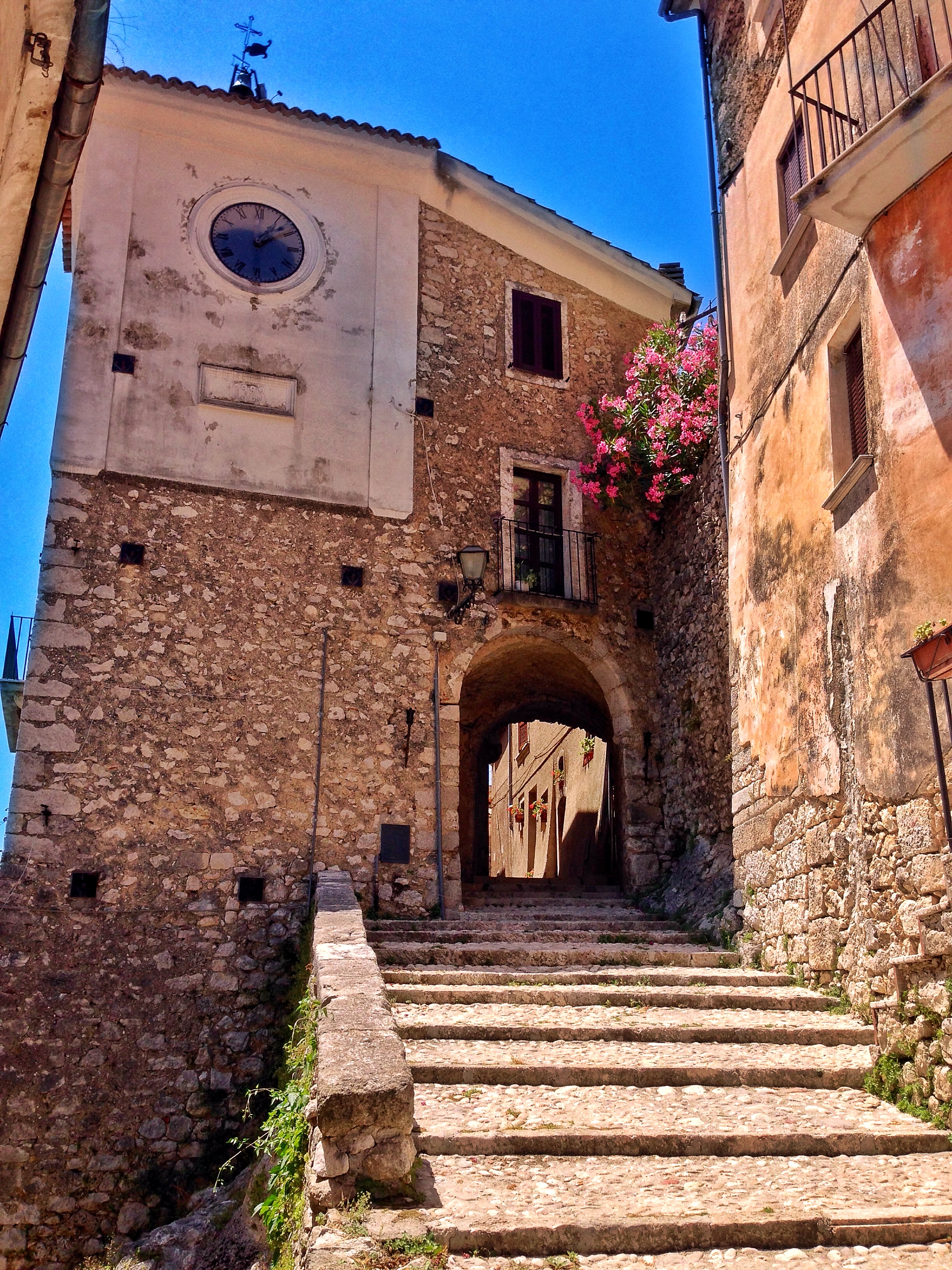
Porta Orologio

#### Porta Orologio (Porta a Greco)
La Porta Orologio fu costruita nel XV secolo, spostando l'accesso alla cittadella fortificata "Castrum", verso il basso.
A destra della porta principale, ancora oggi è possibile notare la primitiva porta, costruita intorno al seicento. Insieme alla Porta del Colle, la sua funzione principale è quella di rispondere alle esigenze di difesa dell'abitato. Dal Medioevo in poi, c'è stato un incremento demografico tale che le nuove abitazioni venivano edificate lungo le mura preesistenti, case costruite in modo tale da poter formare un'altra cinta muraria, come gli anelli annuali degli alberi.

Infatti, il borgo medievale non è costituito da vere mura di difesa.

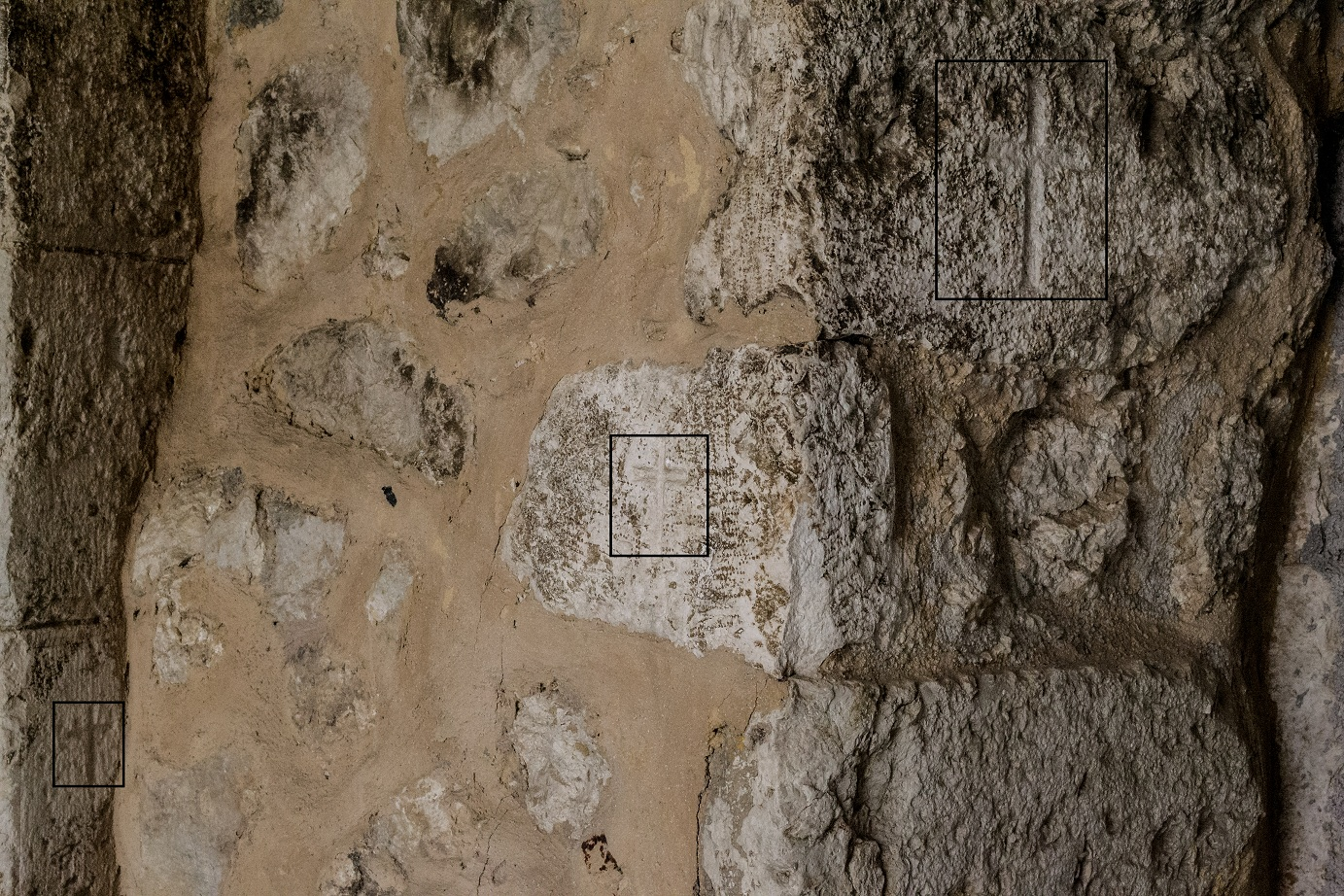
Le tre croci

Gli spazi collettivi erano racchiusi e controllati da case che venivano costruite con una disposizione a schiera, l'una addossata all'altra e costituivano un efficace mezzo di protezione contro scorrerie e malviventi. Ancora oggi, nonostante le modificazioni avvenute nei secoli, è possibile individuare le cerchia murarie che compongono il nucleo originario del paese.
Infine, sotto la Porta Orologio, sono presenti tre croci, scolpite nella pietra, che vengono attribuite a tre briganti che vennero impiccati nel XVI secolo dal Capitano Antino Tocco. Costui, aveva una milizia formata soprattutto da sandonatesi che:
''maneggiavano bene l'armi, et sono coraggiosi, et combattono volentieri con questi tristi, quando s'incontrano con loro havendo con essi particolare odio, et inimicitia, per haver qualche volta li banditi ammazzati de la genti di San Donato''.

#### Arco di San Donato (Porta a Levante)

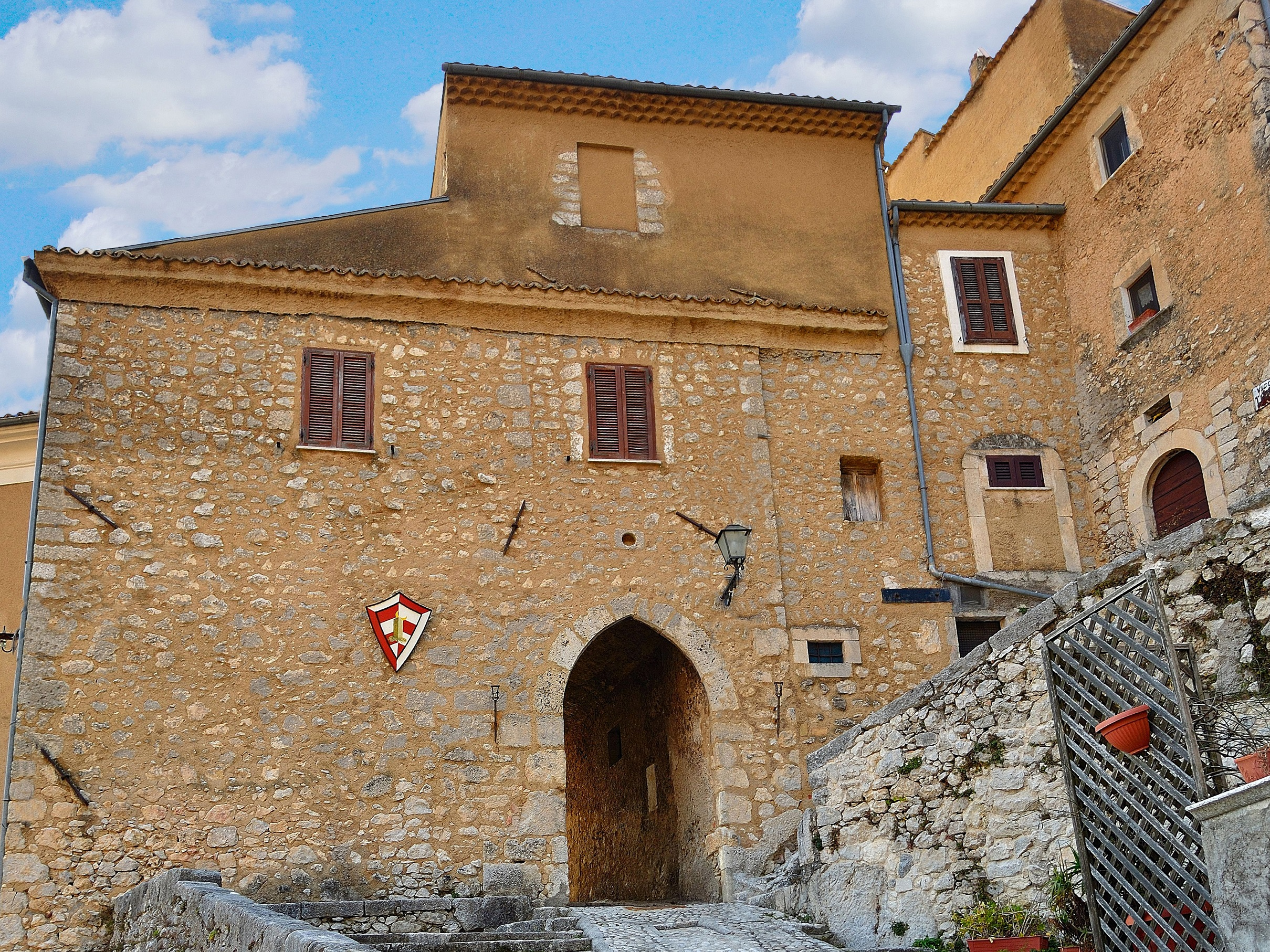
Arco di San Donato

Questa porta, permetteva l'accesso diretto al "Castrum", per le genti che provenivano dall'Abruzzo, tramite il valico Forca d'Acero e per coloro che ritornavano dal lavoro.
Questa è stata costruita rivolta verso Nord-Nord Est aprendosi su Via Pedicata, avendo così un controllo della località "Sbarra", "dogana" prima dell'accesso al nucleo abitato. L'arco ha una struttura a sesto acuto, costruzione tipica del Tardo gotico, non può che derivare dall'influenza dei Cantelmo che in quel periodo risiedevano in queste terre. Ancora oggi sono visibili le sedi in pietra dove venivano inseriti i perni utilizzati per aprire e chiudere la porta.
Nel dialetto sandonatese questo posto, facente parte l'arco, viene chiamato "Glie Ammarieglie" ed è una zona molto apprezzata dai cittadini per svariati motivi: è un luogo "culto", perché in questo luogo il santo patrono, si "affaccia" per dare la benedizione al paese ed offre un punto panoramico per effettuare fotografie dall'alto al paese.

#### Arco dei Francesi

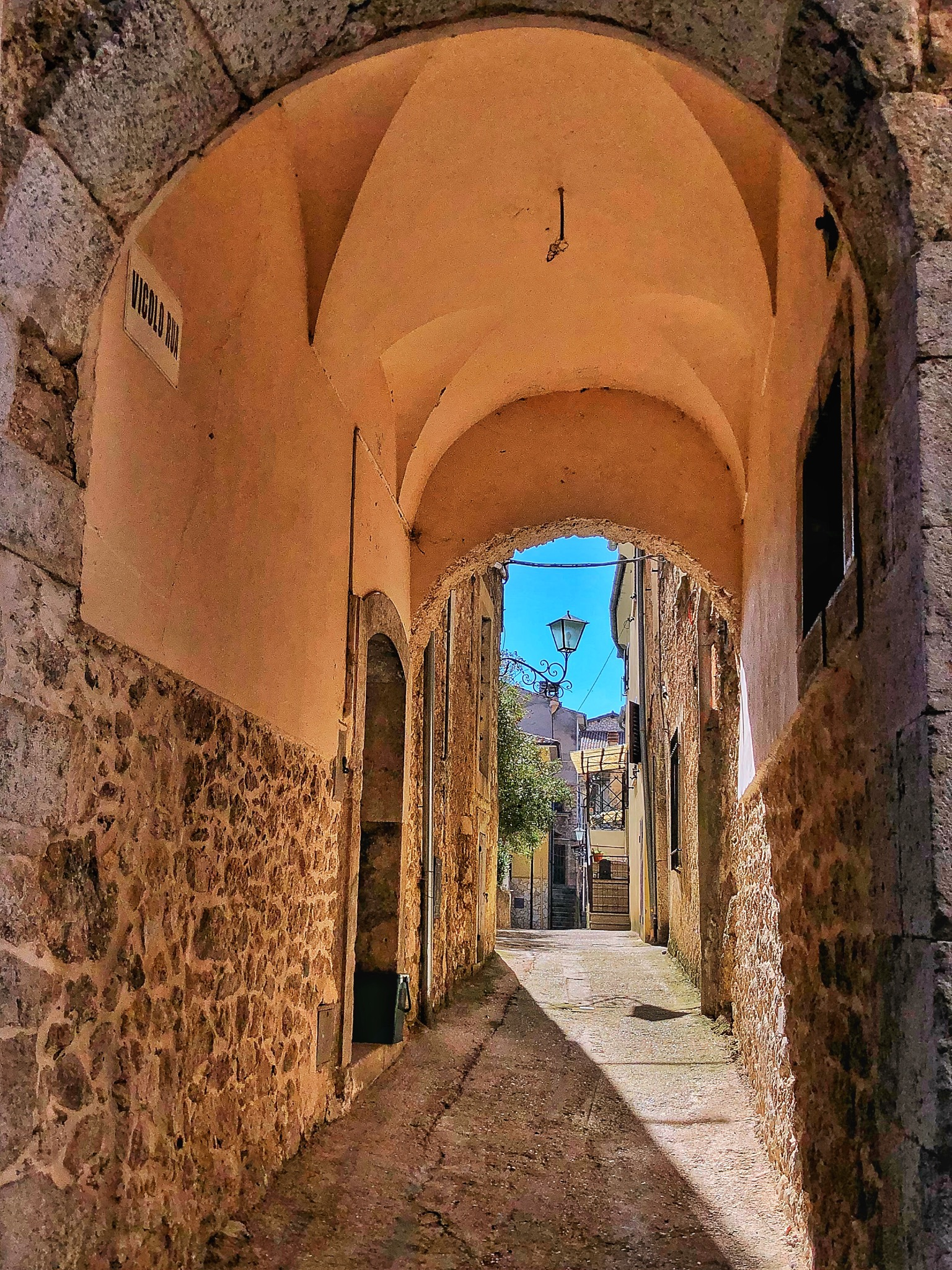
Arco dei francesi

Il passato ci ha lasciato numerosi racconti sulla "Rua" come il vicolo che ospitava la guarnigione dell'esercito francese che nel 1799 controllava l'ingresso al paese.
L'abate Carlo Coletti nel 1800 scriveva: "Li perfidi francesi in poco tempo occuparono la fortezza e tutto il Regno; dove arrivavano piantavano un albero che chiamavano della Libertà con coccarda francese dà capo.
Nel primo anno fecero delle imposizioni di miglioria alla Città. Terre, principi e danarosi, con contribuzioni di grani, vini ed ogni altro commestibile e con ciò cominciò l'Anarchia che sembrava una Babilonia…e per l'orrore della morte, chi fuggiva in un luogo chi in un altro e questo paese si era ripieno di forestieri che fuggivano le straggi e la morte.

Finalmente arrivarono gli eserciti Moscoviti, Turchi, Inglesi, tutti a favore del nostro Re ed uniti con le masse paesane, li discacciarono da questo Regno…ora li nostri hanno liberata Roma, la Romagna e tutta l'Italia e godiamo la quiete e pace che il Signore ce la conservi".
Durante l'invasione, il comandante francese insieme ai suoi soldati, decise di occupare il santuario di San Donato per trasformarlo in una caserma.

Non prendendo in considerazione i divieti dell'abate Coletti, l'ufficiale entrò lo stesso nel santuario con a seguito i suoi soldati.

Per questo, venne colpito dal male epilettico, detto anche "male di San Donato" e cadde in ginocchio davanti alla statua del santo.

Ripresosi, riconobbe il peccato commesso e in gran fretta decise di lasciare il Santuario assieme ai suoi militari, rendendo i dovuti onori al santo.

#### Arco delle origini

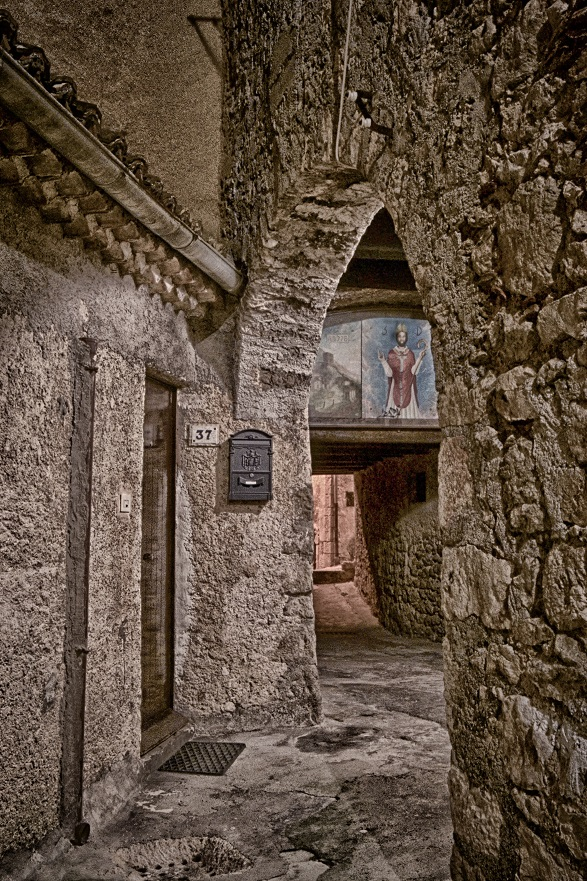
Arco delle origini

Il vicolo, con le sue travi in legno, resta ancora oggi uno dei più suggestivi dell'intero centro storico. Le immagini presenti sotto l'arco sono dedicate alla fondazione dell'antica cittadina. Un trittico, dipinto sul legno dall'artista locale Luciano Tocci, illustra le origini "altomedioevali" del borgo: dalla primitiva "ecclesia", al possesso longobardo del duca Ildebrando di Spoleto, fino al duecentesco "Castrum Sancti Donati" dei conti d'Aquino.
A sovrastare le immagini, che raffigurano la costruzione del borgo, c'è l'immagine di San Donato d'Arezzo, il patrono del paese, Vescovo e Martire durante le prime persecuzioni cristiane (IV secolo).
Il passaggio coperto è stato restaurato nel 1998.

#### Palazzo Tata-Perrelli

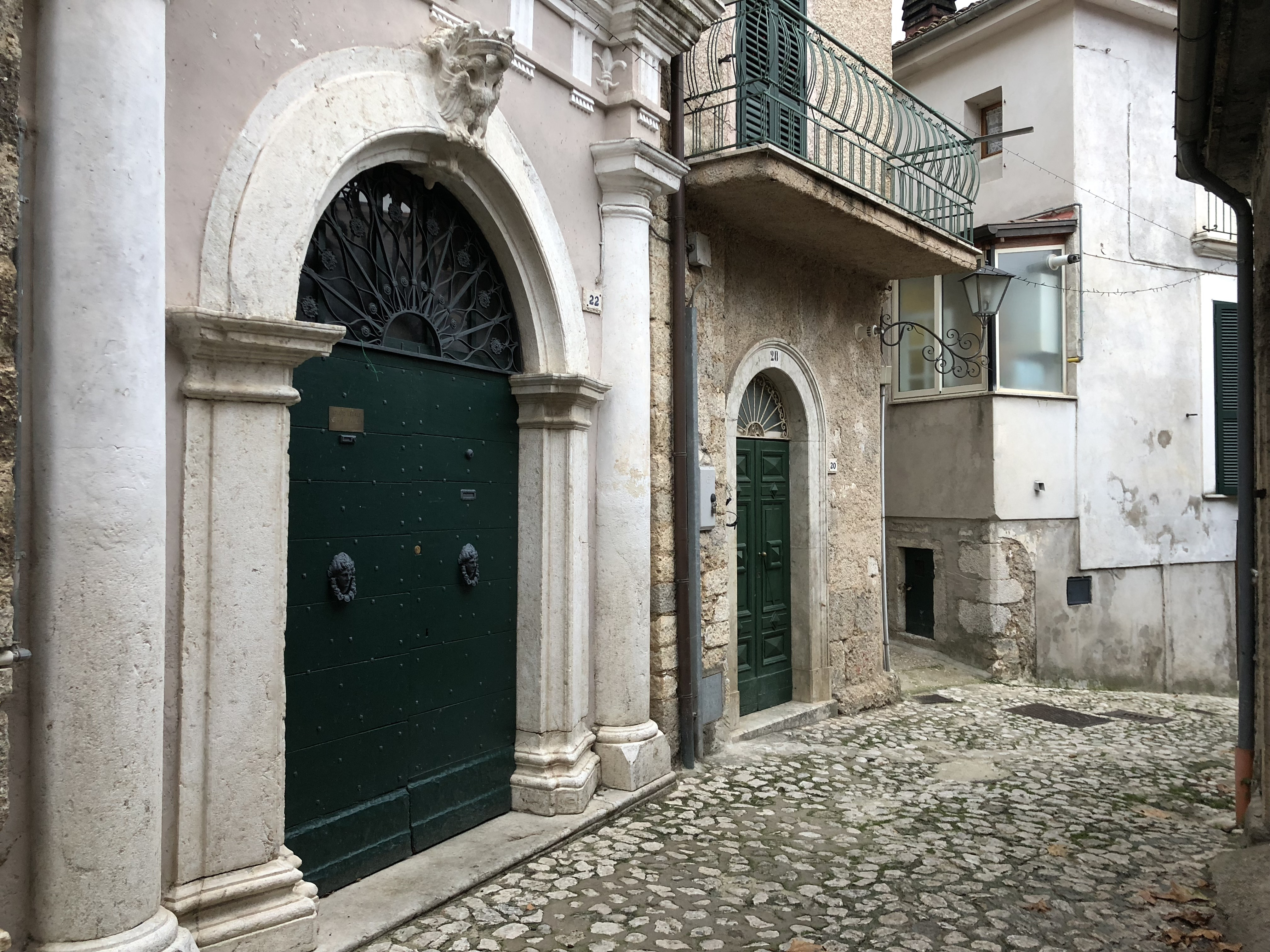
Palazzo Tata-Perrelli

Palazzo Rufo (oggi Tata-Perrelli) è un'interessante traccia asburgica nel mezzogiorno d'Italia. L'entrata principale si presenta con un'aquila bicipite, realizzata dagli scalpellini sandonatesi. Le origini della sua costruzione risalgono agli anni di governo austriaco nel Regno di Napoli (1714-1734). La fine del ramo spagnolo degli Asburgo, dopo la morte di Carlo II determinò la successione al trono di Spagna di Filippo V, un Borbone francese. Fatti che sfociarono in un attacco da parte degli austriaci e nella conquista di Milano e Napoli. Il centro di San Donato, fu investito da un cambiamento politico, tanto che si decise di costruire un edificio che consentisse lo svolgimento delle funzioni militari ed amministrative del nuovo governo.
A seguito della riconquista borbonico-spagnola della città partenopea (1734), il palazzo divenne intendenza borbonica. Nel 1860, con l'arrivo dell'esercito garibaldino, l'edificio fu circondato e preso d'assedio e vennero arrestati il notaio Domenico Rufo (funzionario del Regno) e suo fratello don Gaetano, che a causa degli acciacchi della vecchiaia, fu portato in prigione su una sedia. All'interno del palazzo, oltre all'architettura classica, si può ancora notare la cella in cui venivano incarcerati i prigionieri.

### Architetture militari

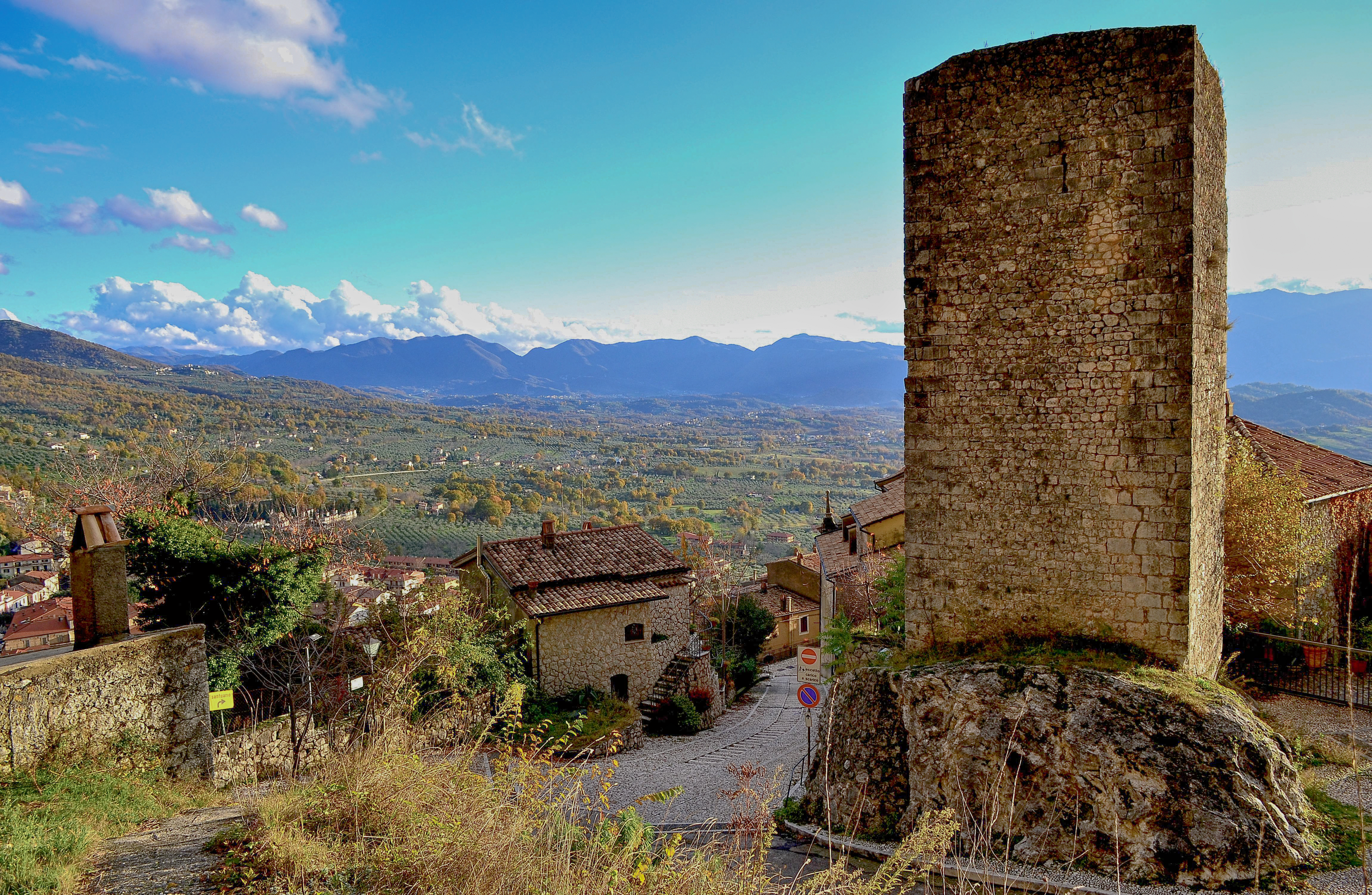
Torre medievale di San Donato Val di Comino

#### Torre medievale dei conti d'Aquino
La torre, di dimensioni 5.40x5.40x12 di altezza, è isolata dalle restanti abitazioni e si erge nel punto più alto del borgo.
Eretta su uno sperone roccioso, essa permette una visuale di buona parte della Valle di Comino e del territorio circostante. Non esistono accessi all'interno della torre dal piano terra, l'ipotesi di un accesso, posto ad un'altezza di circa 7 metri, sembra confermata dalla presenza a quel livello dello stipite destro dell'apertura inserito nello stesso cantonale e dalla discontinuità del muro con rattoppo effettuato successivamente. La collocazione, la mole e la posizione dei punti di osservazione ne fanno un organismo autonomo utile per controllare il valico di Forca d'Acero, offrendo anche, in passato, una sicura difesa agli occupanti.
La torre di San Donato, edificata ed orientata in base alla declinazione del sole, come una bussola, indica i quattro punti cardinali, la collocazione dell'Abbazia di Montecassino e la posizione della nostra stella nel giorno degli Equinozi e dei Solstizi.

#### Le mura poligonali di San Fedele

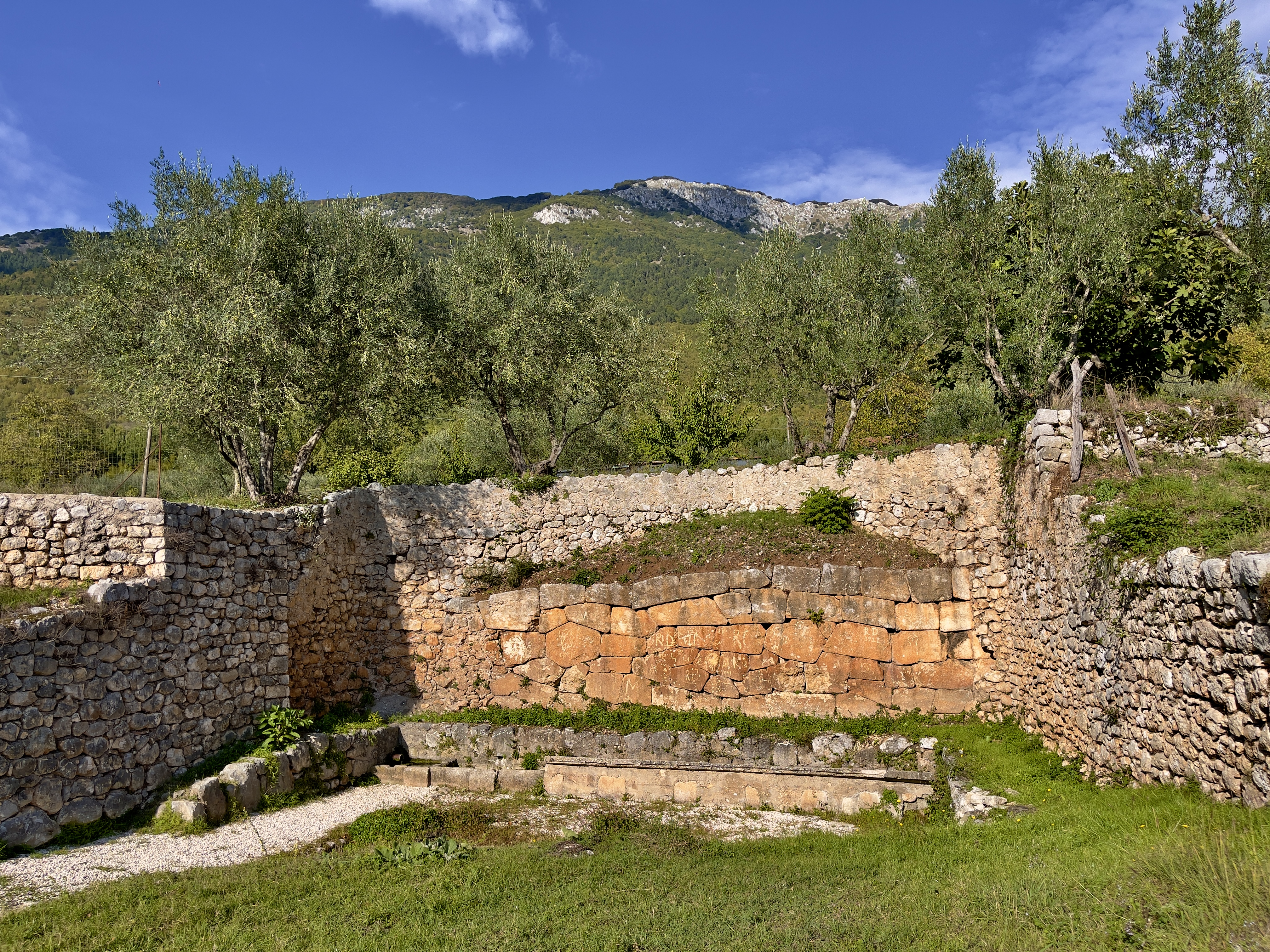
Le mura poligonali di San Fedele

Si ritiene che le mura siano i resti della cinta muraria di Cominium, importante città sannita distrutta dai Romani nel 293 a.C.
Il nome della contrada in principio doveva essere, prendendo spunto dal suo nome dialettale (Sante Fele), “Sancte Felix” (San Felice), ma è stato ribattezzato erroneamente con l’attuale nome di "San Fedele".

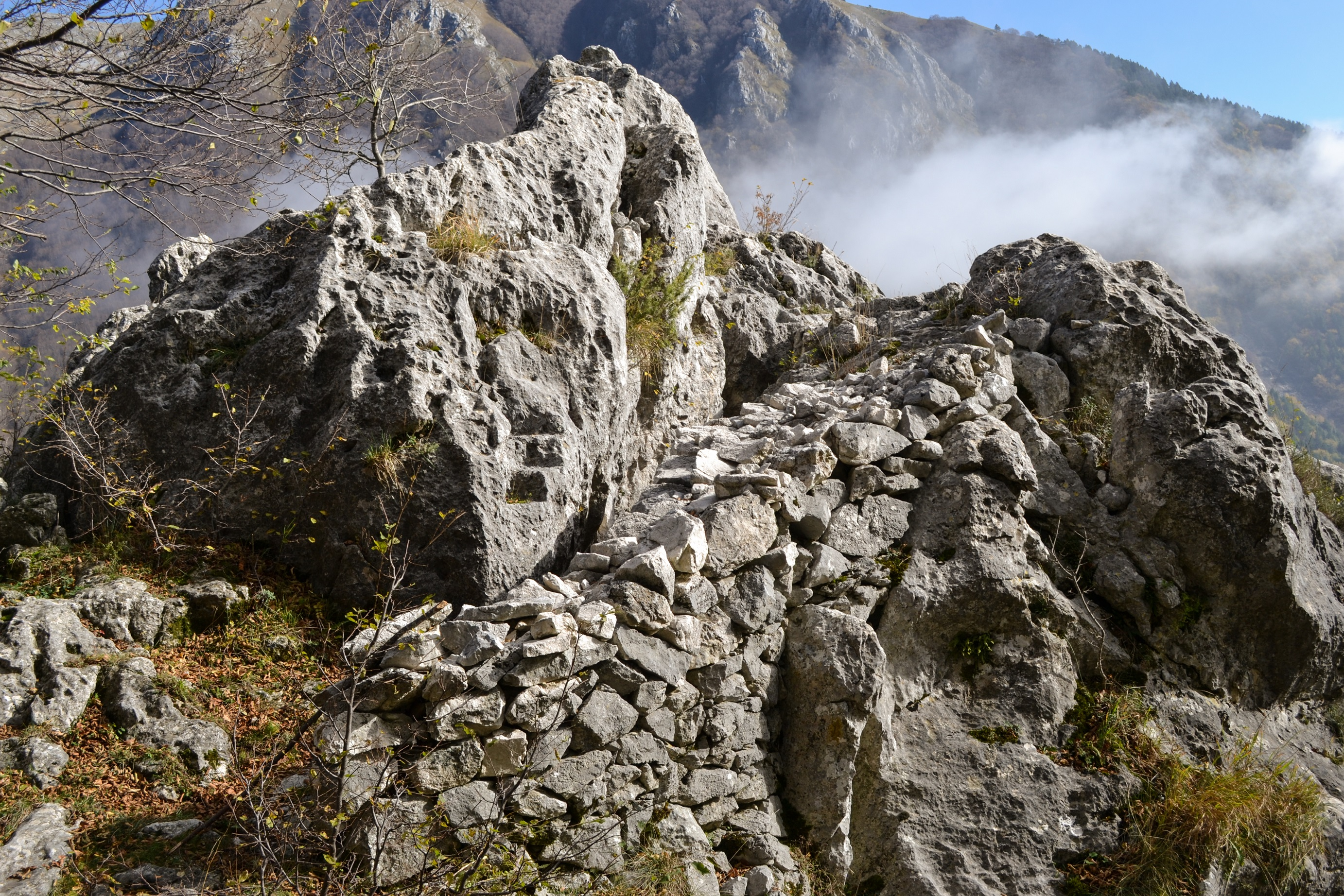
La roccia dei tedeschi

### Altro

#### La Roccia dei Tedeschi
La Roccia dei Tedeschi, (1214 metri) uno spuntone che si staglia dai lati di Monte Pizzuto (la montagna che si erge al di sopra di San Donato), era una postazione militare utilizzata dall'esercito tedesco in ritirata, in previsione di una sconfitta maturata sul fronte di Cassino, interessato dalla Linea Gustav.
Con lo sbarco ad Anzio e la caduta del Fronte di Cassino, le truppe tedesche cominciarono la ritirata verso Roma, utilizzando la Via Casilina. I tedeschi lasciarono il paese e si ritirano verso l'Abruzzo. Dopo qualche giorno giunsero a San Donato i pochi soldati neozelandesi del reggimento Essex sopravvissuti alla battaglia di Cassino. Il luogo può essere raggiunto attraverso un sentiero realizzato dal CAI.

#### Le Reali miniere di ferro di San Donato Val di Comino

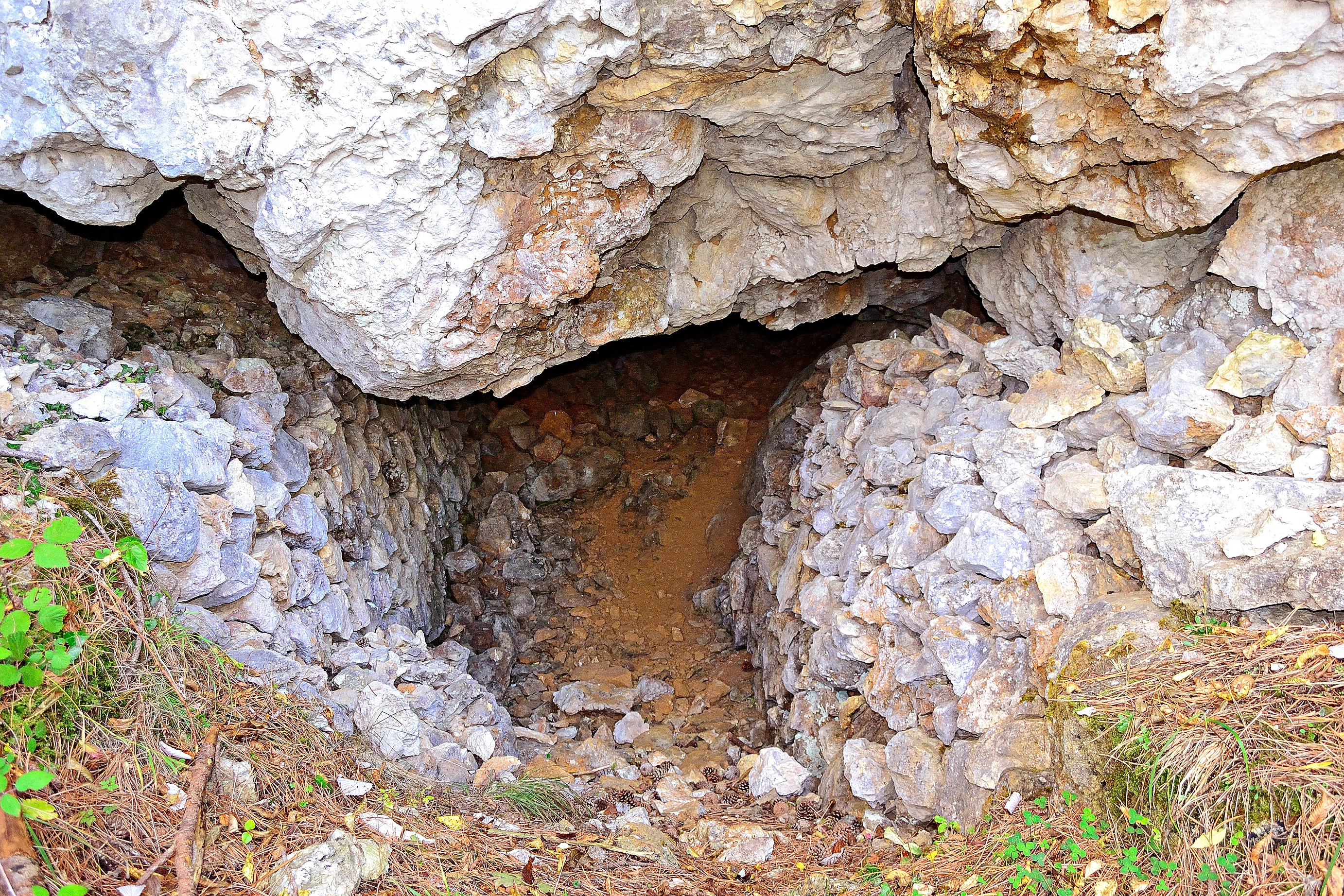
Ingresso della miniera di San Donato

Nel 1774 sulle montagne della Valle di Comino venne individuata una grande quantità di materie prime. In quegli anni, alle pendici del massiccio del Monte Meta, fu rinvenuto materiale roccioso ricco di ossido di ferro, in seguito a degli scavi effettuati. Nel 1852, Re Ferdinando II di Borbone, potenziò la ricerca mineraria, per poter colmare i bisogni di materie prime e metalli nei suoi stabilimenti di artiglieria. Nella primavera del 1852, una commissione di tecnici, rinvenne nelle montagne grandi quantità di limonite (sesquiossido di ferro) e di bauxite. Una volta che veniva estratto, il materiale veniva portato a Capolavalle, l'attuale Piazza Carlo Coletti, grazie a dei cestoni che venivano trasportati da quadrupedi. Anche le donne partecipavano al trasporto dei minerali, portavano la limonite in testa o sulle spalle dentro cesti di vimini. Non appena il materiale giungeva in piazza, veniva pesato e pagato agli operai e successivamente veniva trasportato alla "ferriera" di Atina dove veniva lavorato. Le materie prime vennero estratte fino al 1860. In seguito all'Unità d'Italia, sia le miniere, che la "ferriera" di Atina, vennero definitivamente abbandonate.

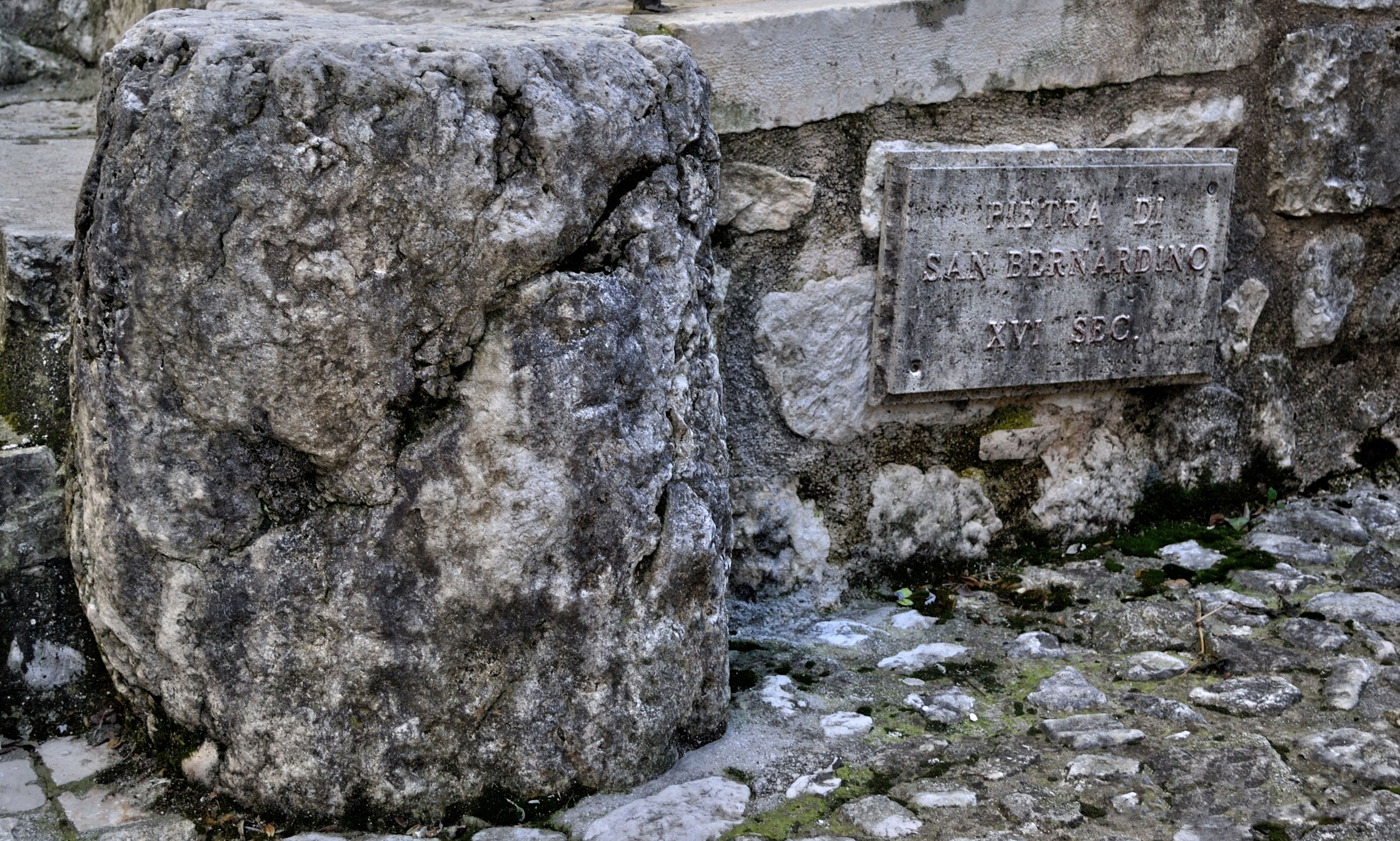
Pietra dello scandalo

#### La pietra di San Bernardino o "dello scandalo"
Fin da tempi antichi era abitudine per ogni cittadino che vantasse un credito, di provare a recuperarlo grazie ad una persona, pagata per tormentare il debitore, per ricordargli di restituire il dovuto.
A metà di Via maggiore, vicino all'ingresso di Via Rua, è collocata una pietra, detta di "San Bernardino" o "pietra dello scandalo", dove il debitore insolvente sedeva per alcune ore a seconda della quantità di denaro da restituire.

#### Vicolo Marozzi

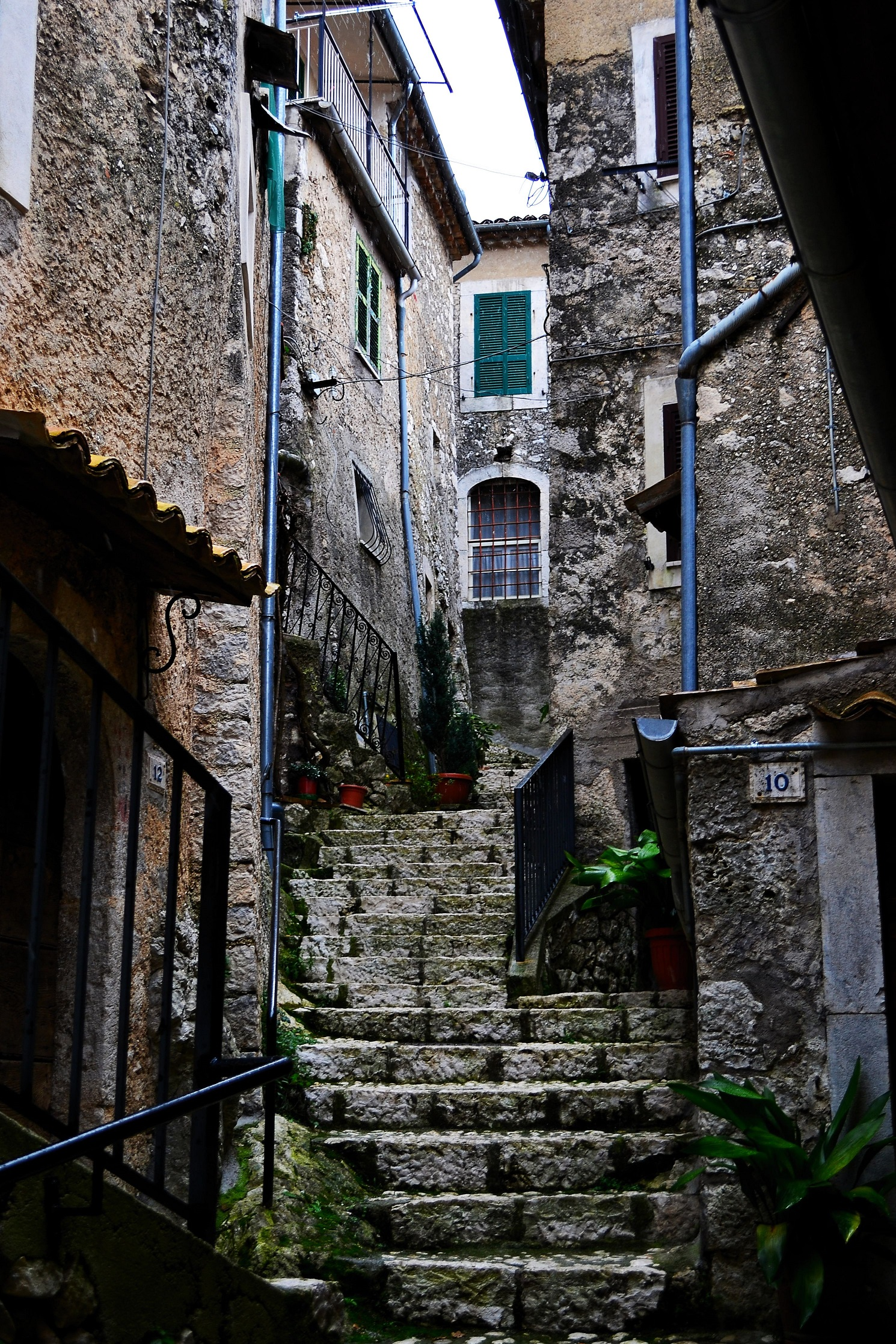
Vicolo Marozzi

Il Vicolo Marozzi, prende il nome da una delle prime famiglie che popolarono San Donato, proveniente da Sant'Urbano, "civitas" cominense dell'alto medioevo che sorgeva a metà tra la signoria di Alvito e San Donato.
In questi vicoli è predominante l'architettura medievale: ogni passaggio è collegato con altri passaggi da piccoli porticati e da scalette ripide.
La forma tortuosa ed angusta del vicolo è data da due motivi: il primo, è per dare riparo alle abitazioni, spezzando così l'impeto del vento gelido, il secondo, la costituzione delle abitazioni, le une addossate alle altre, offriva miglior protezione contro assedi all'interno delle mura del castello.
Grazie alle strade strette e labirintiche, gli aggressori venivano facilmente colpiti da oggetti contundenti o da acqua bollente che gli abitanti gettavano dalle proprie abitazioni.

#### Cannesse
Cannesse è l'agglomerato più antico, che componeva il primo nucleo di case sorte attorno alla Rocca e al Santuario; L'agglomerato, risale all'epoca dell'incastellamento, quando i “nuovi” cittadini cominciarono a costruire le proprie abitazioni a ridosso del "Castrum", lungo i percorsi principali, mulattiere e tratturi, (il toponimo deriva da case-annesse) creando così un organismo compatto, il borgo medievale.

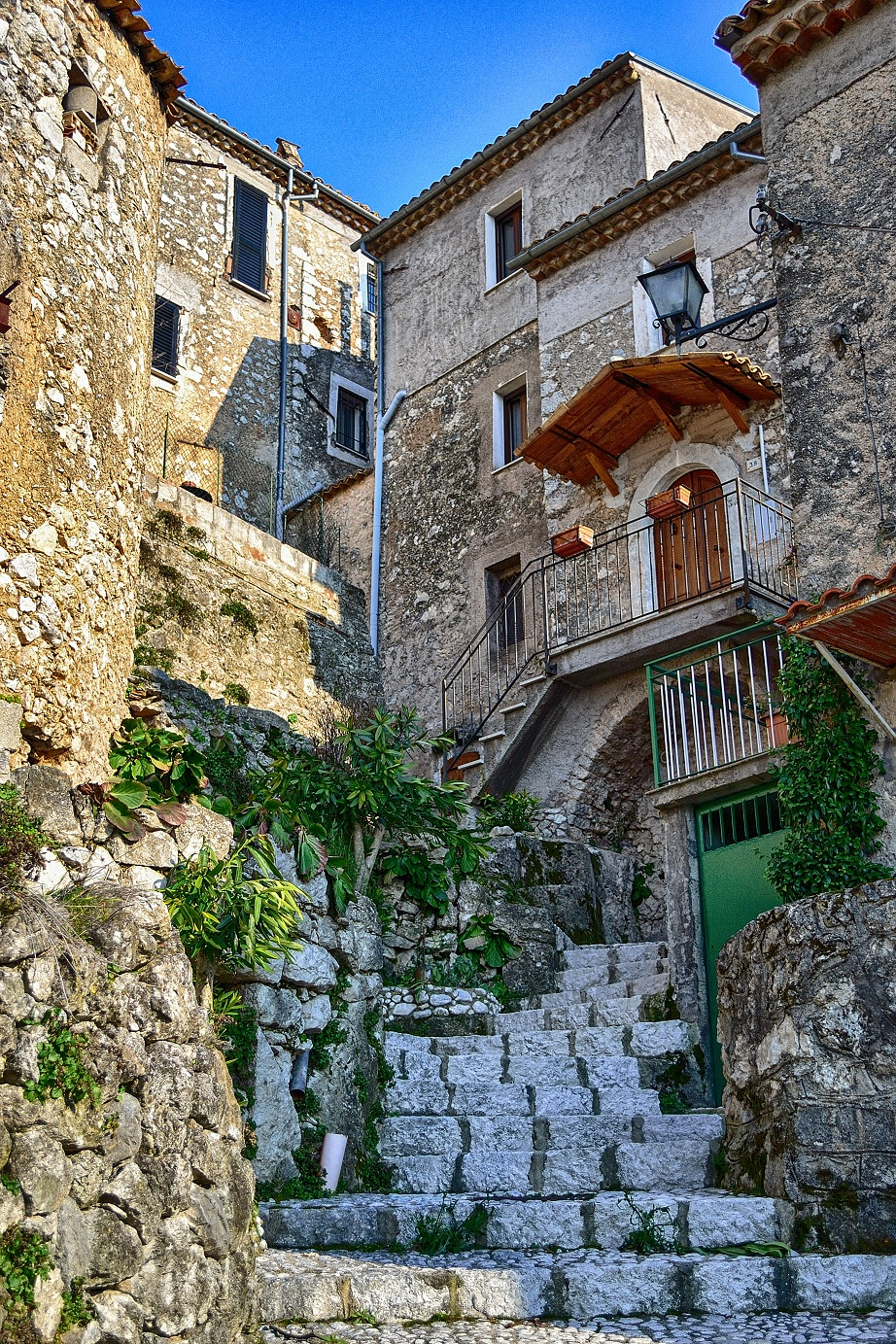
Via Cannesse (Case-annesse)

La morfologia del posto, a forma di ciambellone, dà il senso di un posto isolato, chiuso in se stesso e quindi ci fa capire anche la vita che vi si conduceva e delle possibilità difensive, che venivano applicate sfruttando la composizione del luogo.
Lo sviluppo del borgo è più accentuato verso Ovest per vari fattori: orografico, perché il pendio è meno ripido rispetto al Vallone Forca d'Acero; climatico, perché è più riparato dai venti freddi che spirano dal Nord e per la presenza di tratturi.
Buona parte di questo vicolo, passa esternamente al paese e conduce ad una primitiva Porta Castello, rivolta a Maestro in direzione del centro abitato di Alvito.

#### Piazza Giustino Quadrari (già Piazza Tolosa)

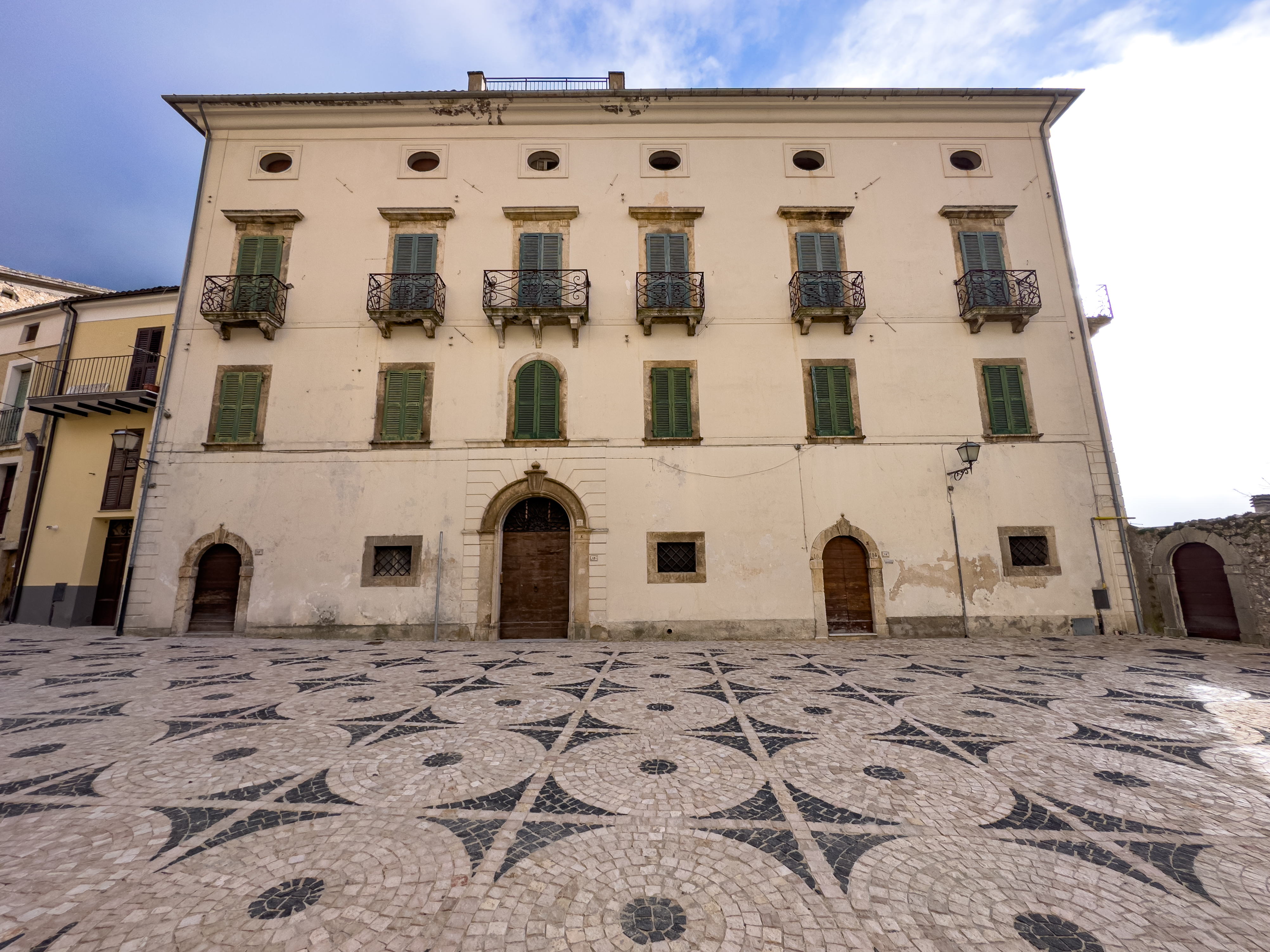
Palazzo Quadrari

Il largario adiacente al Duomo, chiamato anticamente Piazza Tolosa, fu intitolato dal sindaco Cav. Carlo Coletti allo studioso Giustino Quadrari due anni dopo la sua morte (1871). Giustino era molto vicino alla Corte Borbonica di Ferdinando II, un suo estimatore, ebbe cariche molto importanti: fu Presidente della Reale Biblioteca Borbonica, Professore di Storia dei Concili (Storia delle Religioni) all'Università di Napoli e Membro del Consiglio Generale della Pubblica Istruzione.
Dotato di un'intelligenza molto curiosa ed acuta, di tenace memoria, era un grande studioso ed esperto di archeologia sacra, papirologia e paleografia, inoltre fu anche l'interprete dei "papiri ercolanensi". Il Quadrari fu molto legato alla Corte Borbonica e, alla morte di Ferdinando II (1859), ne lesse l'"elogio funebre" (edita poi a Napoli nel 1859) nelle esequie celebrate all'Università al Gesù Vecchio. Il tema era "Viginti anni et novem annis regnavit, et fecit rectum coram Domino".
Nel 1861, grazie al Regno d'Italia, Giustino Quadrari lascia la sconfitta Napoli per ritornare nel suo paese natio, San Donato Val di Comino. Durante la sua permanenza a Napoli, si interessò anche di far restaurare e di rimettere a nuovo la sua antica casa paterna in Piazza Tolosa, ora Piazza Giustino Quadrari.
Essa è situata nelle adiacenze della Chiesa di Santa Maria e Marcello. Il palazzo venne edificato e restaurato dalle brave ed oneste maestranze sandonatesi, in stile settecentesco di scuola vanvitelliana, su progetto di un architetto napoletano e si presenta, ancora oggi, come un gran bel palazzo signorile. All'interno, lungo la parete dello scalone, si trovano epigrafi di epoca romana rinvenute nel territorio di San Donato, le quali, hanno destato molto interesse per gli studiosi come il Solin ed il Mommsen, che durante la sua visita del 1876 le registrò nel suo famoso ed importante C.I.L. (Catalogo Iscrizioni Latine).

#### La Meridiana

Meridiana di San Donato Val di Comino

La meridiana di San Donato fu realizzata a Napoli nel 1891 su un disegno donato al comune di San Donato dall'ingegnere Gaetano Musilli. Fu costruita con una colata di piombo fuso su marmo, posta a dominare l'antica "Capolavalle", oggi Piazza Carlo Coletti.
Le ore indicate, vanno dalle 7:30 antimeridiane alle 4:30 pomeridiane ed ognuna di esse è divisa da intervalli di cinque minuti primi. L'ora locale viene definita dall'ombra dell'asta posta centralmente (chiamata anche "stilo").
Oltre ad indicare il tempo, la meridiana:
- con le "linee diurne" o di "declinazione" può fornire la traiettoria del motodiurno apparente del sole in base al periodo dell'anno, quali gli equinozi e i solstizi, mediante l'ombra definita dalla piastrina rotonda forata posta sullo "stilo";
- con la forma di un 8 allungato, (forma geometrica definita "lemniscata"), dà il tempo medio del mezzodì di Roma che è differente da quello di San Donato;
- con le ore indicate alle estremità delle linee diurne, ci permette di avere il levare e il tramonto del sole in riferimento alle date delle singole linee.

Infine, un'ulteriore informazione, a completare questa magnifica meridiana, è fornita dai dati geografici di San Donato (latitudine nord 41°42'; longitudine est rispetto al meridiano di Roma 21') che sono impressi sul marmo.

### Memoriale della Shoah
Il Memoriale della Shoah è stato realizzato nella piazza in cui il 6 aprile 1944 vennero concentrati gli ebrei e da qui deportati ad Auschwitz. La piazza, attraverso varie simbologie, racconta: l'Accoglienza, l’Inganno, il Baratro, la Memoria, la Speranza, il Futuro, l'Europa unita. I due alberi di acero (simbolo di forza, lealtà e generosità) sono dedicati a Italo e Noemi Levi, i due bambini partiti da San Donato e uccisi al loro arrivo ad Auschwitz. Il Memoriale è stato aperto ai visitatori il 27 gennaio 2023. Assieme al Museo, al percorso Novecento e ai sentieri di guerra del paese forma un circuito inserito nel progetto European Liberation Route promosso dal Consiglio d’Europa.
La Stele commemorativa, posta al centro del Memoriale, è stata ideata e progettata da Giuliano Tullio, professore e scenografo Rai. Il progettista ha rappresentato graficamente la tragedia dell'Olocausto incidendo dei tagli e dei profondi solchi intersecati dal filo spinato che stanno a significare le profonde ferite inferte in quel drammatico momento storico.

### Aree naturali
- Parco nazionale d'Abruzzo, Lazio e Molise

## Società

### Evoluzione demografica
Abitanti censiti

### Etnie e minoranze straniere
Secondo i dati ISTAT al 31 dicembre 2013 la popolazione straniera era di 86 persone. Le nazionalità più rappresentata era quella del Marocco, con 42 cittadini residenti.

### Religione
In tempi antichi la zona di San Fedele e le sorgenti di acqua della Fermentina potrebbero essere state interessate dal culto della dea Mefite.
Ciò sarebbe confermato da alcuni elementi caratterizzanti: il primo è senza dubbio la fonte. Infatti, la dea Mefite era una divinità italica il cui culto era collegato con gli inferi, con le esalazioni sulfuree (che sono presenti nella zona) e con le fonti.
Il secondo elemento è dato dal ritrovamento di una piccola colonna, situata nella chiesa del Santuario di Canneto, su cui è incisa una scritta, che è stata interpretata come segue: "Numerio Satrio Stabilione, liberto di Numerio e Publio Pomponio Salvio, liberto di Publio, fecero dono a Mefite".
Infine l'ultimo elemento è dato dal ritrovamento di un reperto archeologico, conservato nel museo della civiltà contadina di San Donato. Il reperto presenta un ritratto femminile, parzialmente sfigurato, che suggerisce l'ipotesi di un neofita cristiano che si presume abbia voluto cancellare materialmente il culto pagano dalla zona.
Ad oggi, la popolazione professa per la maggior parte la religione cattolica nell'ambito della diocesi di Sora-Cassino-Aquino-Pontecorvo.

### Tradizioni e folclore

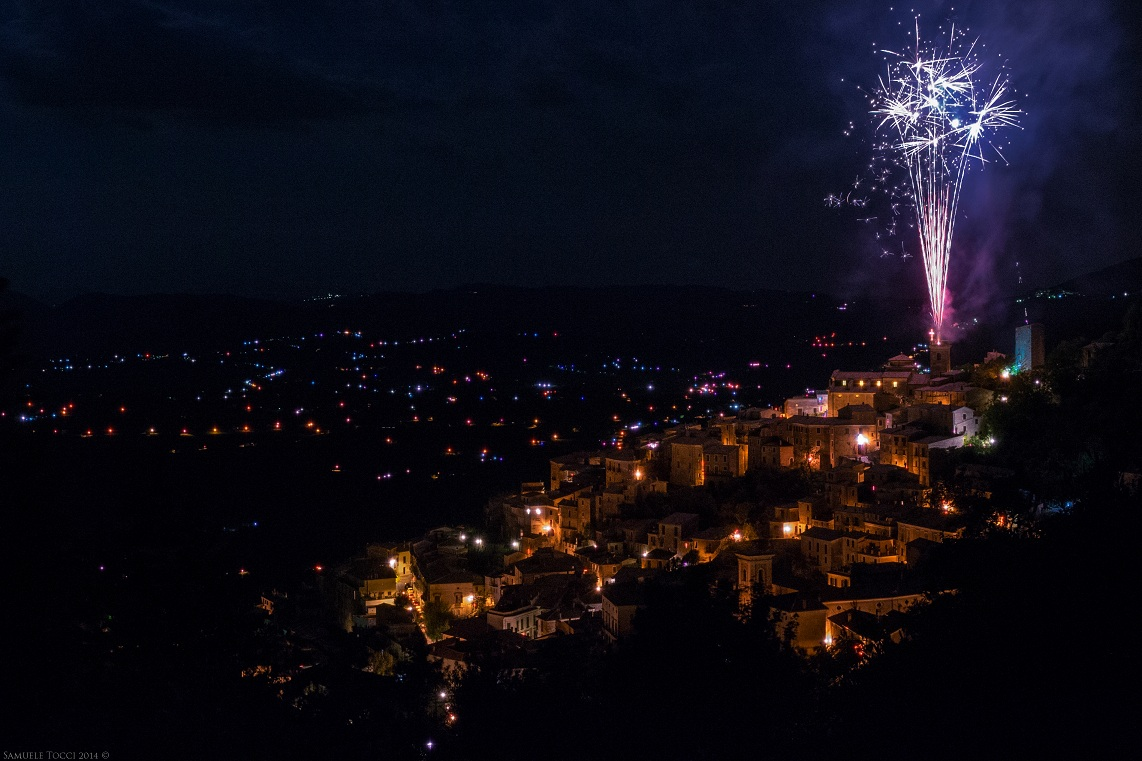
Caput Lucis a San Donato Val di Comino

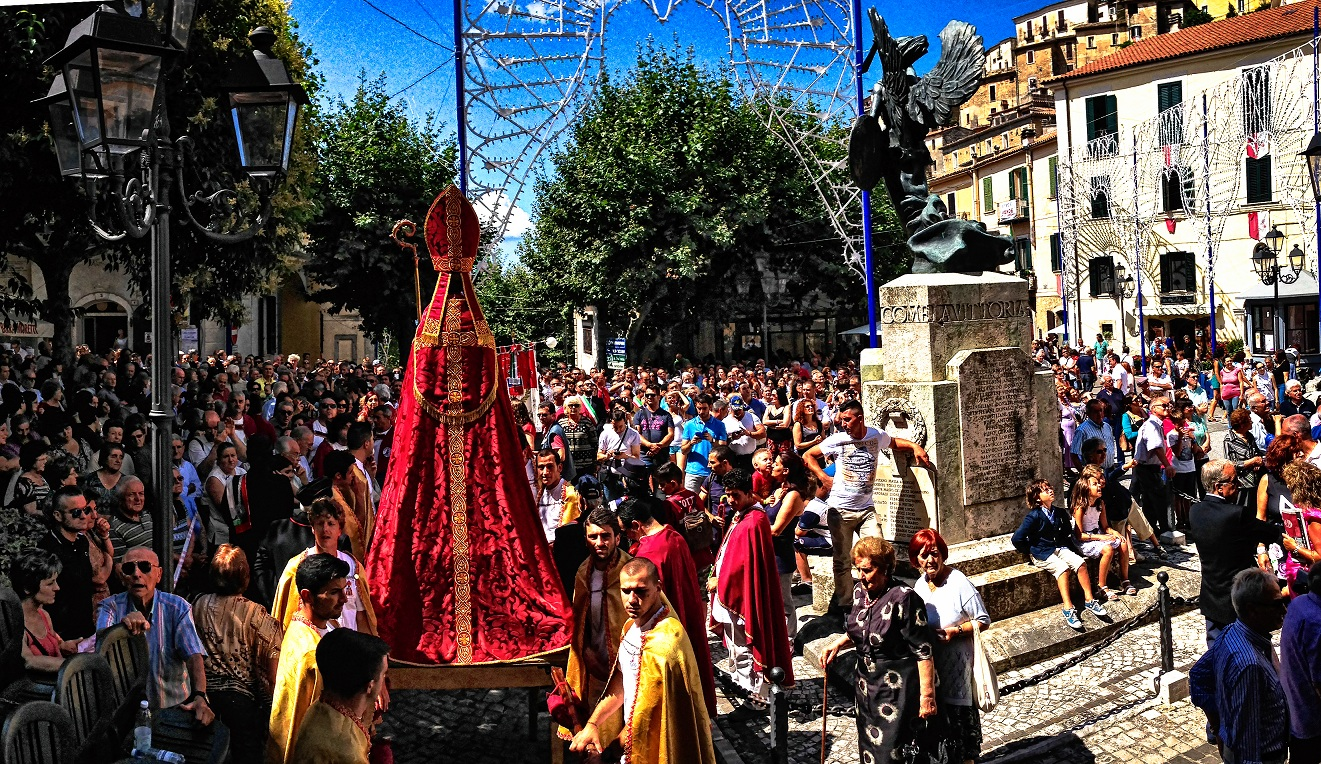
Processione di San Donato V. e M.

Festeggiamenti in onore di San Donato
Le origini di questa festa si perdono nel medioevo (VIII secolo d.C.), quando il territorio era sotto il possesso del Ducato Longobardo di Spoleto.

Nel 1574 l'umanista Giulio Prudentio scriveva: 
Una fiaccolata nella notte tra il 6 e il 7 di agosto, notte della vigilia, accompagna i pellegrini che faranno la lunga veglia nel santuario. Essi sfileranno tra i vicoli del centro storico, fino ad arrivare in una piazzetta sottostante il campanile del santuario; il concerto bandistico viene interrotto e con la piazza immersa nel buio, dopo aver spento le luminarie, e gremita di gente, inizia la magia, il Caput Lucis: fuochi pirotecnici vengono fatti esplodere dalla sommità del campanile, sovrastando ed illuminando il paese dall'alto.
Oggi, come in passato, numerosi sono i pellegrini provenienti da Monte San Giovanni Campano.
Negli anni '20 del (XX secolo) il costo della festa si aggirava intorno alle L. 15.000. Attualmente delle antiche tradizioni è rimasto praticamente tutto immutato, come la novena, l'arrivo dei pellegrini, il giorno della vigilia, l'inno popolare, la veglia notturna, il rito della vestizione del Santo fatto dalla confraternita e la processione per i vicoli del borgo medioevale.
Festeggiamenti in onore di Santa Costanza

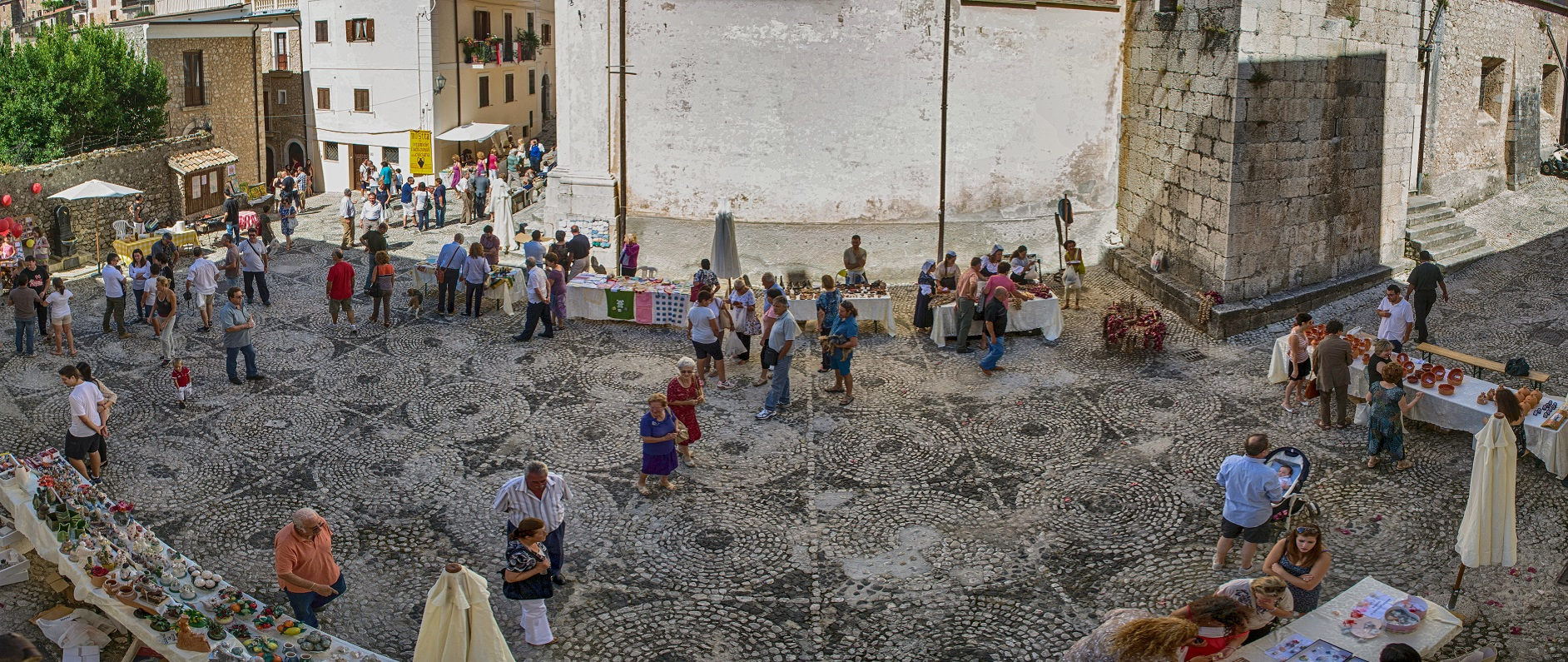
Mercatino di Santa Costanza

Santa Costanza viene festeggiata, durante l'ultima domenica di Agosto, soprattutto dai giovani e dalle zitelle (dette "cipolle") con la rievocazione in costume, giochi popolari del 1700 e 1800, la veglia notturna, e il settecentesco "Mercatino di Santa Costanza" dedicato ai cocci e alle cipolle, l'antico menù della festa riproposto in alcune locande ricostruite lungo Via Duomo, fuochi d'artificio, concerti musicali ed una solenne processione dove è portata in trionfo da 12 paggi in abito settecentesco.

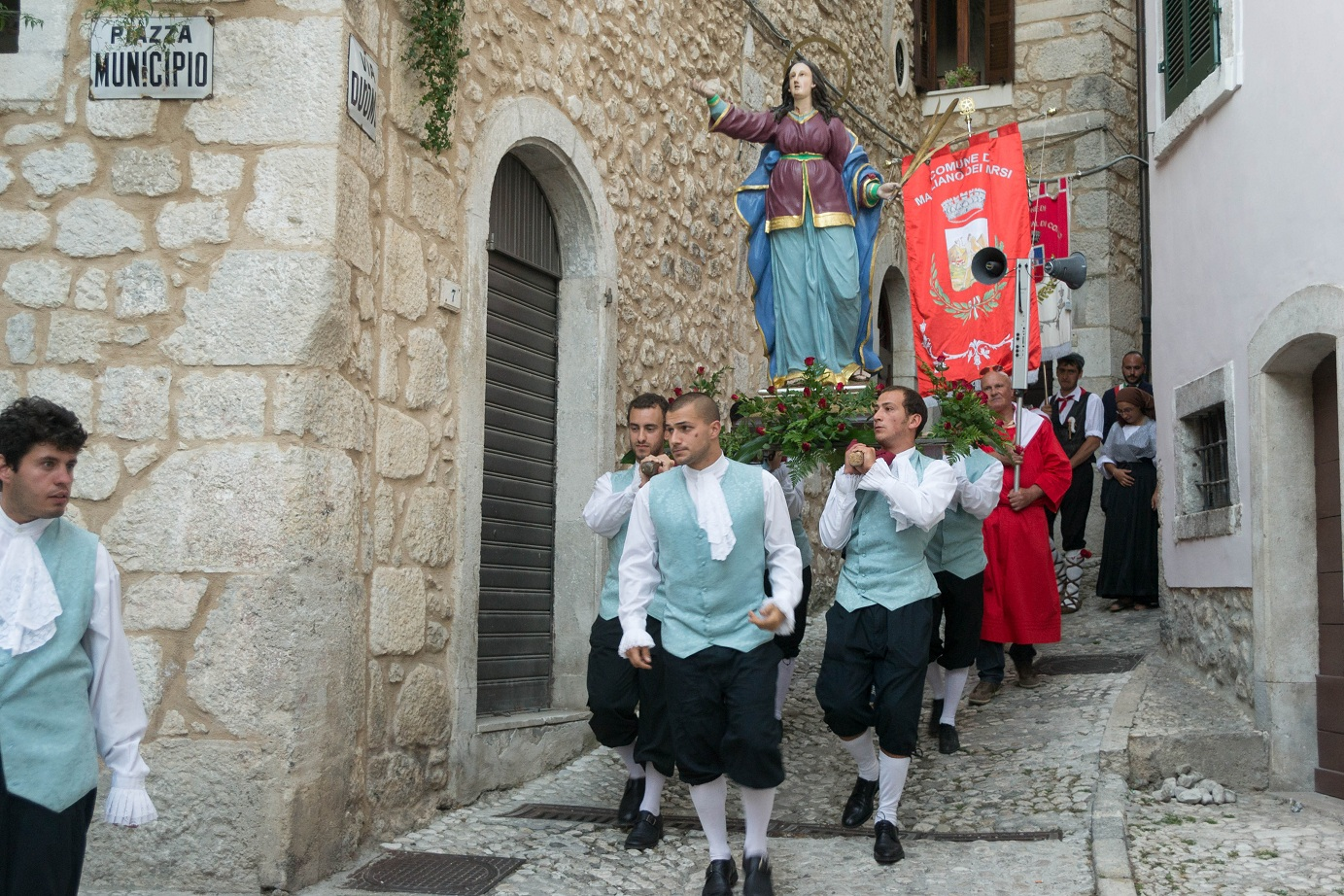
Processione di Santa Costanza

Nel 1756 furono portati a San Donato Val di Comino i resti di Santa Costanza, una alle prime martiri cristiane uccisa giovanissima con un colpo di spada alla gola per non aver voluto rinnegare il cristianesimo. Accolta con onori regali, la santa fu subito innalzata a compatrona della cittadina.
A queste reliquie portate a San Donato, venne dato il nome di "Costanza" per il semplice motivo che sopra la tomba c'era l'incisione "Costanza in fidem". La cosa certa è che sono i resti di una giovane ragazza, questo è stato confermato dall'ultima perizia medico legale effettuata diversi anni fa, custodita negli archivi parrocchiali.
Il culto della martire cristiana non è mai venuto meno anche se verso la fine degli anni Novanta del secolo scorso risultava notevolmente affievolito. Di conseguenza, l'allora parroco don Giuseppe Siciliano, con la collaborazione della allora Pro Loco di San Donato, al tempo coordinata da Rosanna Tempesta e dal cultore di storia locale Luca Leone - decise di ripristinarlo in tutta la sua solennità.
In occasione dei festeggiamenti si rinnova annualmente il gemellaggio con i fedeli di Rosciolo dei Marsi (AQ).

## Cultura

### Musei
Il Museo del Novecento e della Shoah racconta l'internamento degli ebrei stranieri e la guerra a San Donato. Le otto sale approfondiscono il primo Novecento, il fascismo, l'emigrazione, San Donato retrovia del fronte di Cassino, la deportazione degli internati ad Auschwitz, l'arrivo degli Alleati, il referendum Monarchia-Repubblica, la ricostruzione di Montecassino ad opera degli scalpellini di San Donato.
Le attività organizzate prevedono visite guidate, laboratori, percorsi didattici che legano i temi sociali del museo (accoglienza, inclusione, integrazione, discriminazione, razzismo, antisemitismo) ai principali fatti del Novecento europeo, ricerche, escursioni sui luoghi della seconda guerra mondiale, eventi e infine manifestazioni per il Giorno della Memoria.

### Cinema

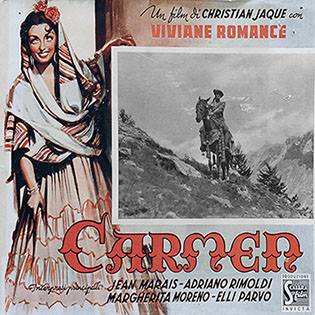
Pubblicità d'epoca del film Carmen. Alcune scene del film sono state girate a San Donato nel 1942

- Nell'estate del 1942 vennero girati a San Donato gli esterni del film Carmen, diretto da Christian-Jaque. I luoghi ripresi furono Forca d'Acero, la Cappelletta e via Mevati.Pubblicità d'epoca del film Carmen. Alcune scene del film sono state girate a San Donato nel 1942 La scelta di girare alcune scene a San Donato fu presa perché la zona era montuosa, appariva selvaggia e popolata da lupi e orsi. Adatta anche per ambientare le sequenze d'azione dei contrabbandieri e perché facilmente raggiungibile con la strada statale che conduceva a Pescasseroli.

### Cucina

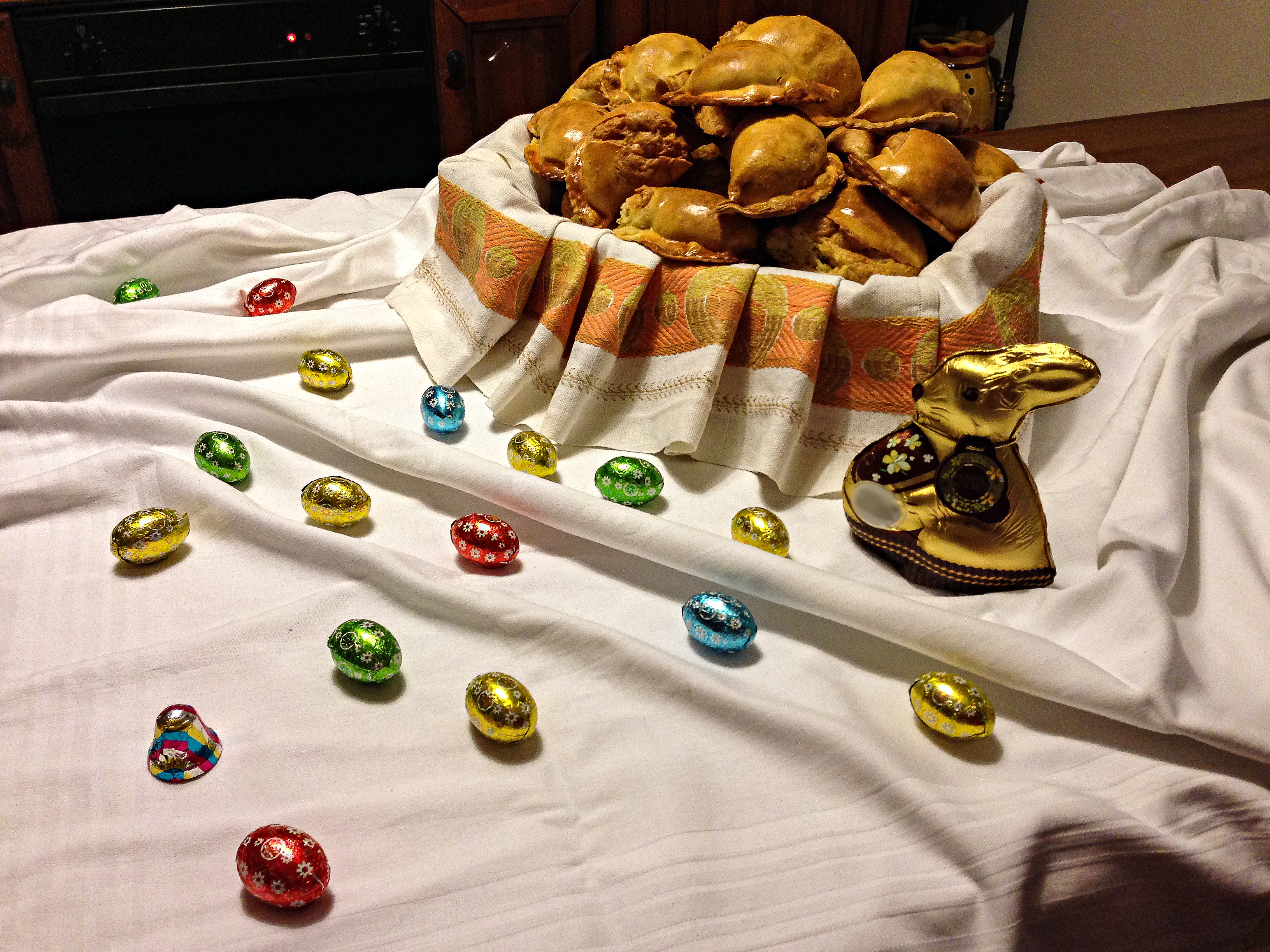
I Canescioni (cascellune), prodotto tipico pasquale del nord Campania e del Basso Lazio.

Nelle abitazioni di un tempo, gli spazi erano angusti, in un angolo il forno per cuocere il pane, il focolare dove dalla catena sotto la cappa pendeva il paiolo di rame quasi sempre pieno di patate, un tavolo, poche sedie di paglia, scranno, "l'arca" dove si conservava il pane; il tutto era illuminato fino al 1916 con lumi a petrolio, a olio e candele. Gelosamente custoditi erano l'olio e il vino, il tesoro della campagna sandonatese.
Nell'alimentazione, il pane di grano era un lusso, si mangiava pane rosso mescolato con la segale insieme a fichi di stagione, la carne compariva di rado, ma non mancavano il vino, la polenta e le verdure. Scarseggiava il sale, che veniva barattato con le uova di gallina che ognuno all'epoca aveva sotto casa, in una piccola stalla.
A Natale si festeggiava a "ciamm'llitt'" (ciambelline di varia forma fatte con farine e patate lesse) e "Cr'spelle", a Capodanno, tradizionali erano le "Cic'r'cchiata" (palline di pasta frolla coperte di miele) e (chicchi di granturco bolliti e conditi ad insalata), alla Befana (fichi secchi, noci, uova sode e castagne) e a Pasqua (ciambellone di pane bianco con uova sode modellato a forma di bambola) e frittata. Mentre ad Agosto con i festeggiamenti patronali: "abbacchio alla brace" alla festa di San Donato e "spezzatino con le cipolle" a Santa Costanza.

### Eventi

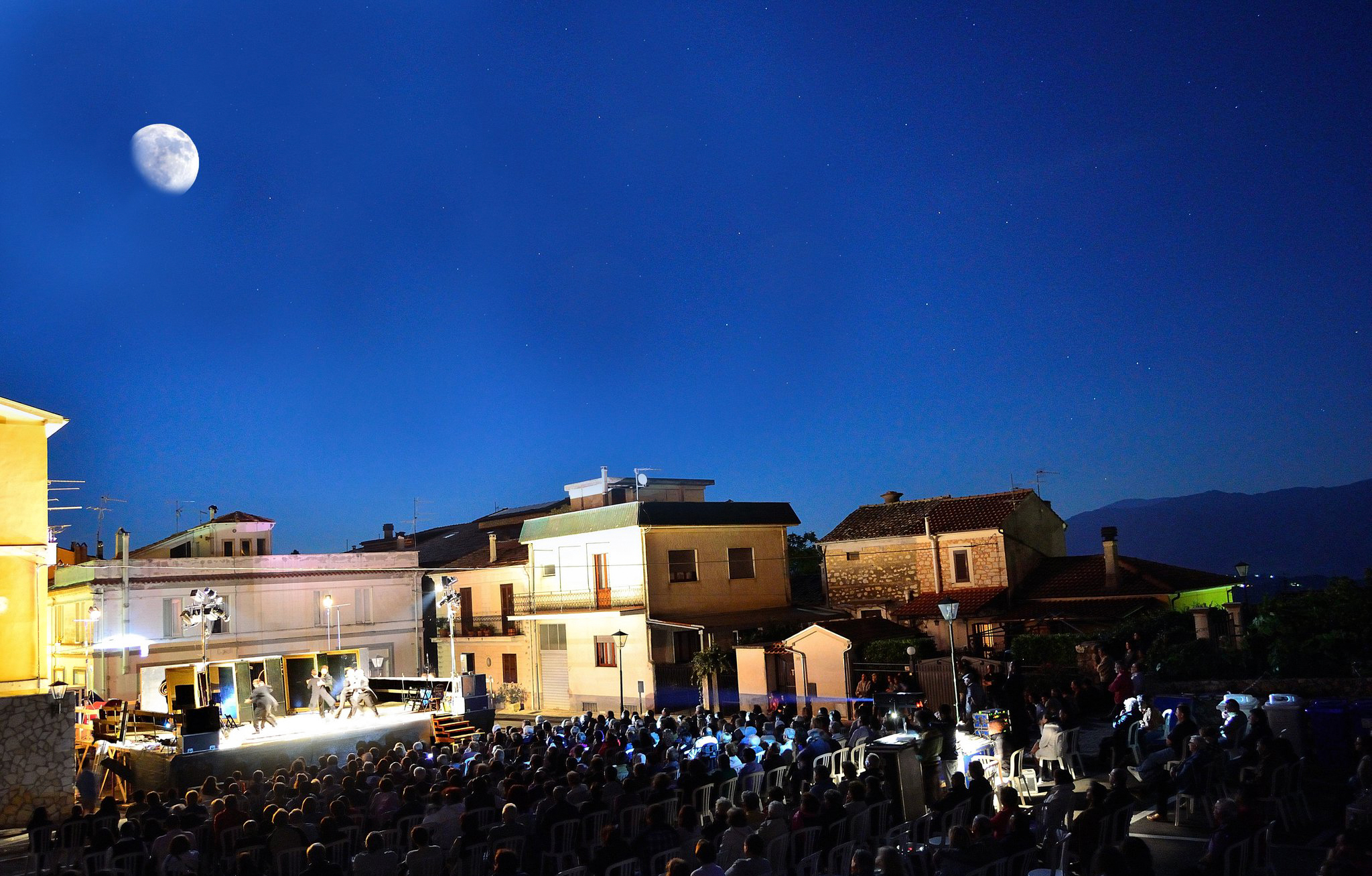
Teatro d'estate
Da anni, la manifestazione vede l'alternarsi di diverse compagnie nazionali. Quando le scenografie sono relativamente contenute, gli artisti si esibiscono in uno spazio contornato dalla Chiesa di Santa Maria e San Marcello e da un palazzo settecentesco, in Piazza Giustino Quadrari. Invece, quando la compagnia teatrale porta con sé una grande scenografia, gli artisti si esibiscono in Piazza Cavour, molto più ampia della precedente.
Negli ultimi anni, si è deciso di dare maggiore spazio agli spettacoli comici. Negli anni, alla manifestazione hanno partecipato attori famosi, tra cui: Lello Arena, Enrico Brignano, Giobbe Covatta, Luigi De Filippo, Paolo Ferrari, Pippo Franco, Nino Frassica, Oreste Lionello, Anna Mazzamauro e Dado.

## Economia
Di seguito la tabella storica elaborata dall'Istat a tema Unità locali, intesa come numero di imprese attive ed addetti, intesi come numero di addetti delle imprese locali attive (valori medi annui).
|                          | 2015                  |                              |                            |                |                       |                     | 2014                  |                | 2013                  |                |
| ------------------------ | --------------------- | ---------------------------- | -------------------------- | -------------- | --------------------- | ------------------- | --------------------- | -------------- | --------------------- | -------------- |
|                          | Numero imprese attive | % Provinciale Imprese attive | % Regionale Imprese attive | Numero addetti | % Provinciale Addetti | % Regionale Addetti | Numero imprese attive | Numero addetti | Numero imprese attive | Numero addetti |
| San Donato Val di Comino | 118                   | 0,35%                        | 0,03%                      | 181            | 0,17%                 | 0,01%               | 116                   | 176            | 126                   | 204            |
| Frosinone                | 33.605                |                              | 7,38%                      | 106.578        |                       | 6,92%               | 34.015                | 107.546        | 35.081                | 111.529        |
| Lazio                    | 455.591               |                              |                            | 1.539.359      |                       |                     | 457.686               | 1.510.459      | 464.094               | 1.525.471      |

Nel 2015 le 118 imprese operanti nel territorio comunale, che rappresentavano lo 0,35% del totale provinciale (33.605 imprese attive), hanno occupato 181 addetti, lo 0,17% del dato provinciale; in media, ogni impresa nel 2015 ha occupato un addetto (1,53).

### Turismo
La natura incontaminata, le strutture ricettive, la posizione strategica rispetto a Roma, Napoli ed i centri naturalistici della Provincia di Frosinone, fanno del paese un centro turistico del Parco nazionale d'Abruzzo, Lazio e Molise. La posizione geografica e gli eventi storici hanno reso San Donato particolarmente ricco di storie e tradizioni, conservate e tramandate. Il particolare ambiente naturale e il centro storico offrono una bella opportunità di trascorrere vacanze e tempo libero all'aperto. Da gennaio e dicembre, tanti eventi, appuntamenti e iniziative trasformano il borgo, in uno dei più vivaci centri della provincia di Frosinone e del parco Nazionale d'Abruzzo, Lazio e Molise. Se l'arrivo della bella stagione invoglia i turisti a trascorrere le serate all'aperto nelle piazze del centro storico, tra concerti ed eventi, anche le altre stagioni offrono a loro modo tante occasioni di poter gustare San Donato.

### Agricoltura
Il territorio comunale è luogo di produzione di alcuni vini regolamentati dal disciplinare Atina DOC.

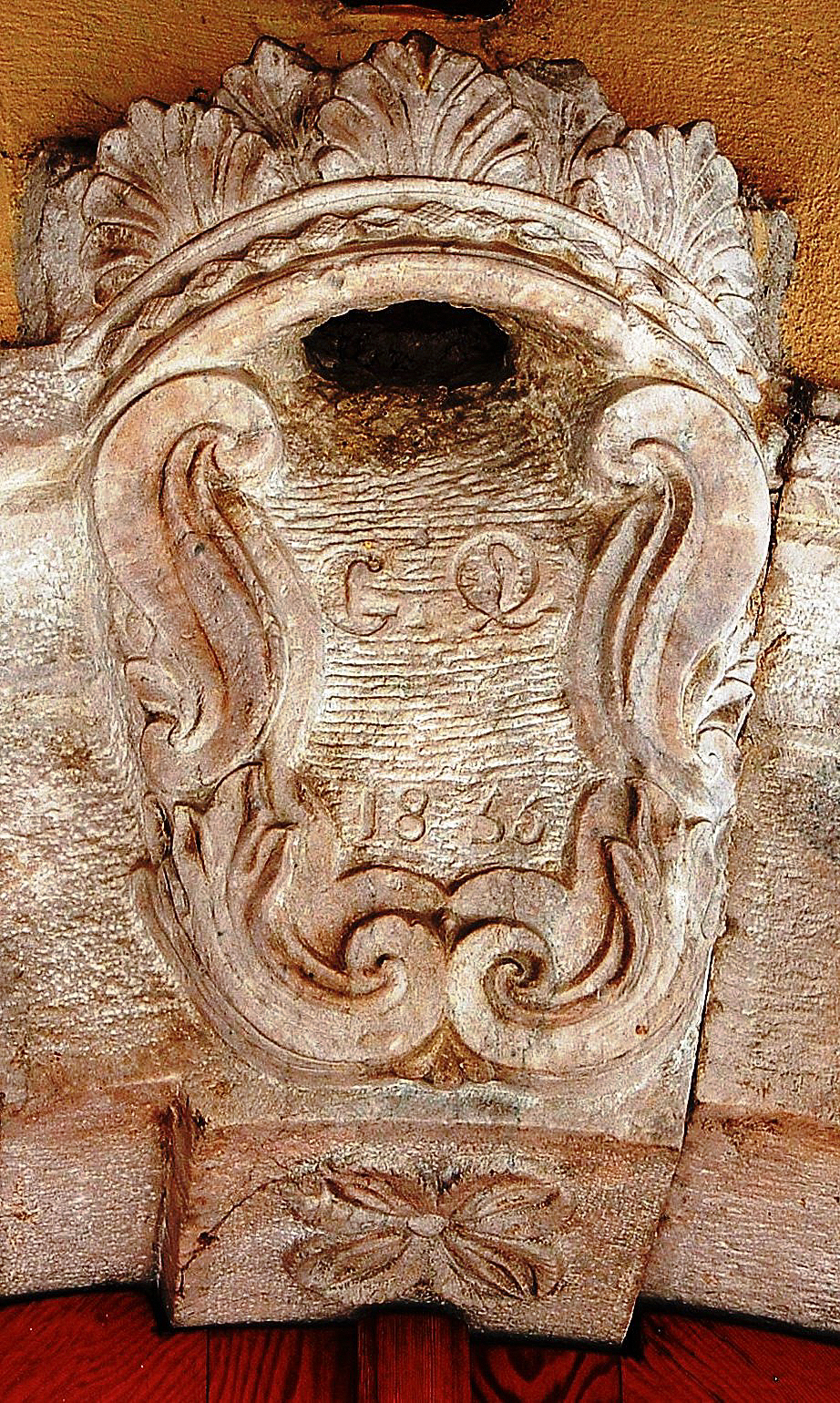
Chiave di volta

## Amministrazione
Nel 1927, a seguito del riordino delle circoscrizioni provinciali stabilito dal regio decreto n. 1 del 2 gennaio 1927, per volontà del governo fascista, quando venne istituita la provincia di Frosinone, San Donato Val di Comino passò dalla provincia di Caserta a quella di Frosinone.
Fa parte della Comunità Montana "Valle di Comino"

### Gemellaggi
- Newton
- Greccio
- Trasacco

## Gallerie d'immagini

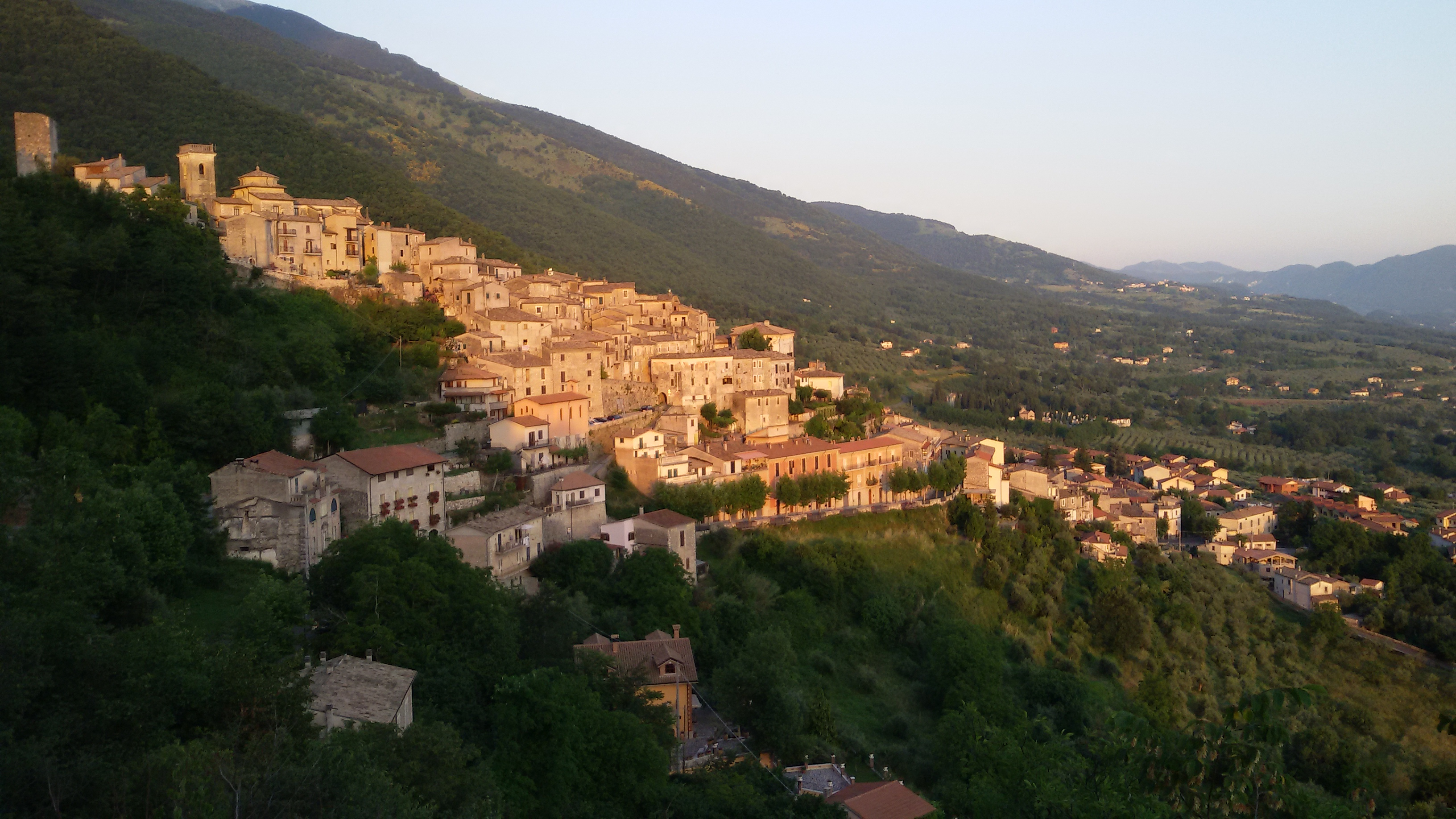
Il profilo del paese al tramonto
La torre medievale
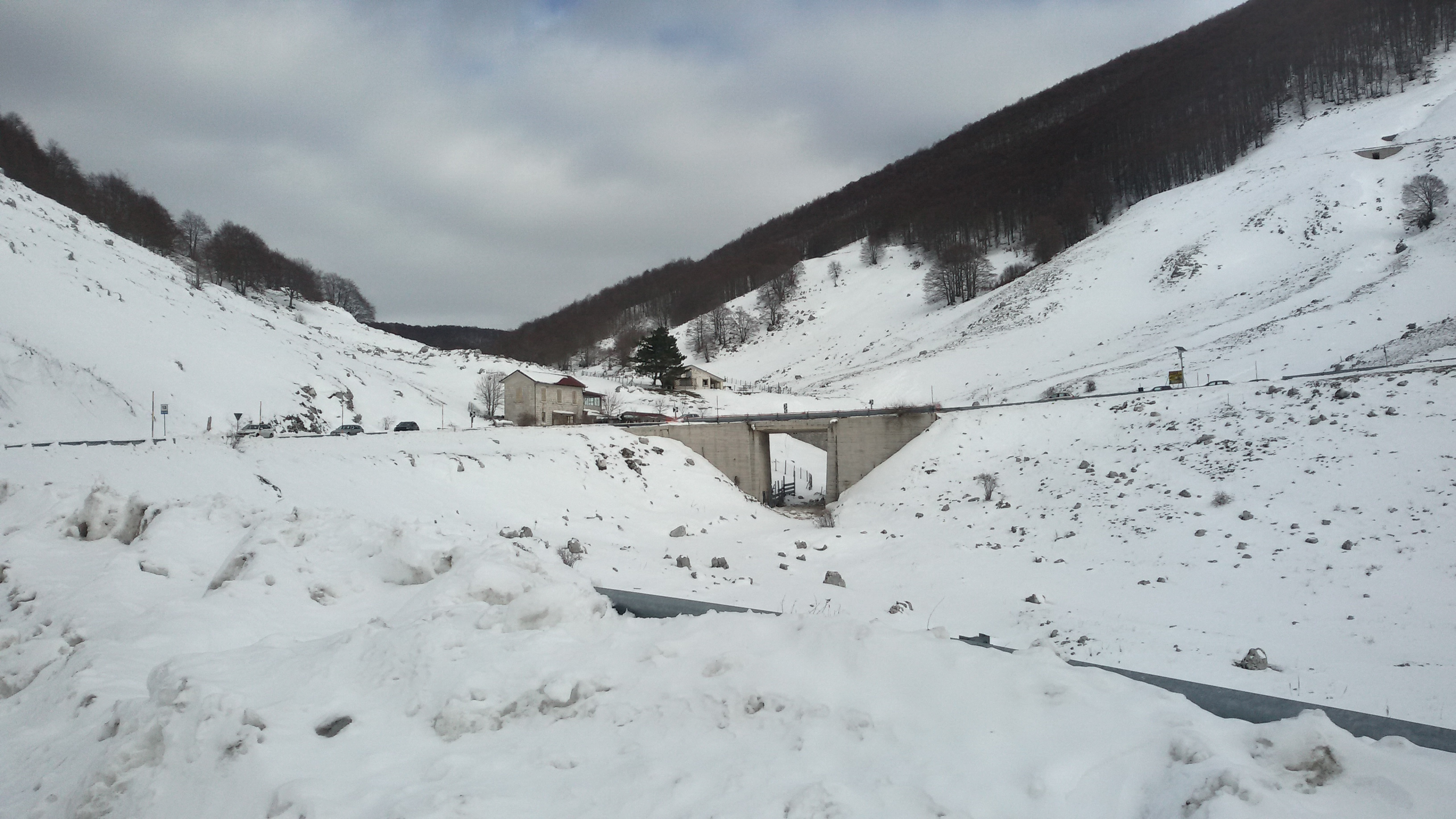
La Castelluccia d'inverno